# Liste des versions d'Ubuntu

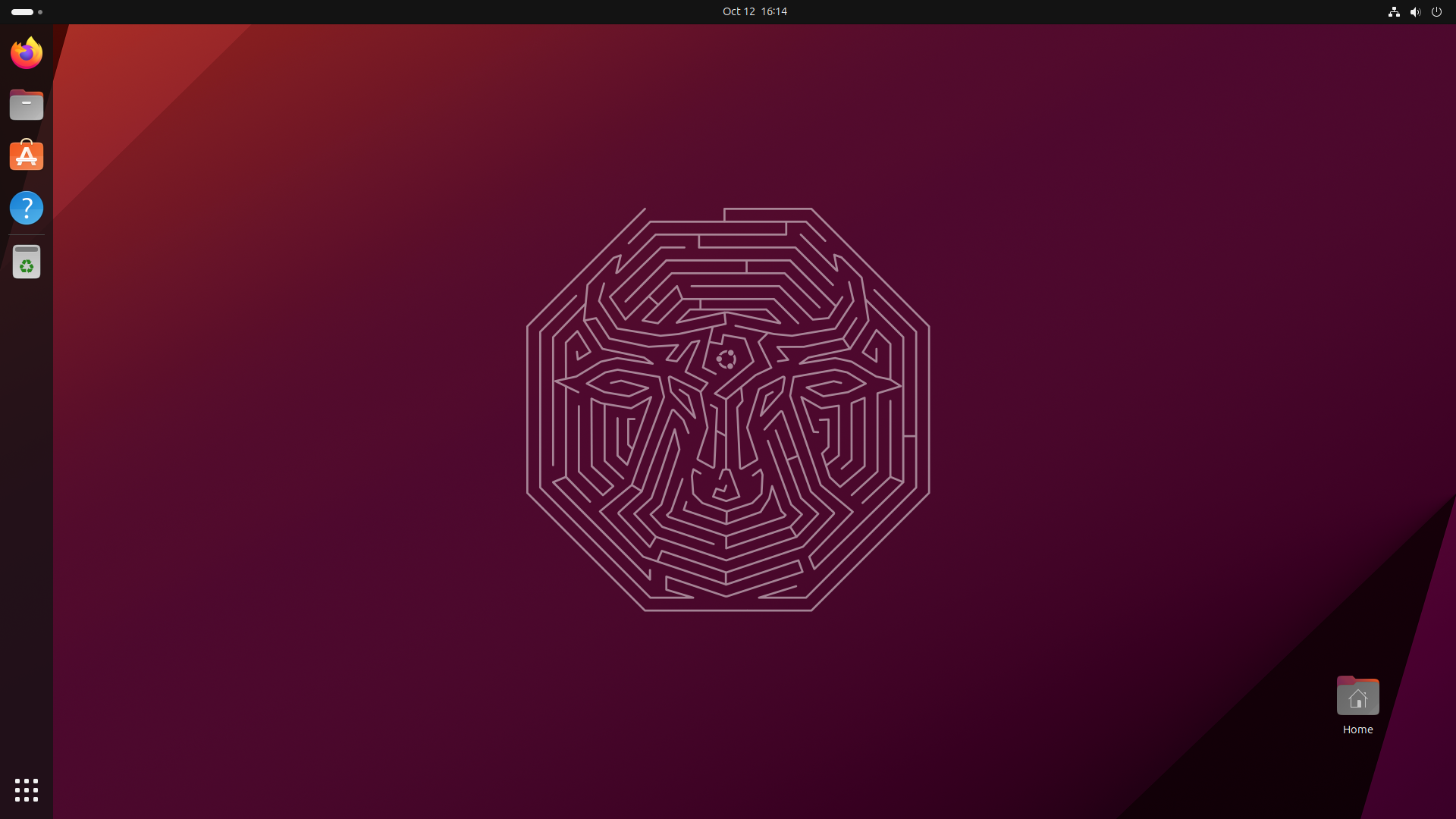
Ubuntu 23.10

Canonical publie une nouvelle version d’Ubuntu tous les six mois. Parallèlement, Ubuntu dispose d'une version bisannuelle dite LTS (long term support, « support à long terme ») considérée comme plus stable, avec un cycle de mise à jour de cinq ans.
Ce calendrier prévisible suit le principe de publication à date fixe initié par GNOME. Ubuntu sort ainsi un mois environ après chaque version de GNOME pour l'intégrer, de même qu'une nouvelle version de X.Org sort un mois avant GNOME pour y être intégré. Chaque version d’Ubuntu contient dès lors la dernière version à la fois de GNOME et de X.org.

## Ensemble des versions

### Principe de numérotation et dénomination
Chaque version utilise l’année et le mois de la sortie comme numéro de version. La première version, par exemple, était Ubuntu 4.10, publiée le 20 octobre 2004. De fait, les futurs numéros de version ne sont pas fixes ; si une publication est retardée jusqu’à une date différente de celle prévue, le numéro de version change en conséquence. Ce fut le cas de la version prévue pour être la 6.04, mais renommée 6.06, car sortie avec deux mois de retard.
Chaque version d’Ubuntu porte également un nom de code, basé sur un adjectif et un animal commençant par la même lettre dans la langue anglaise. Les animaux peuvent être choisis dans un « bestiaire » imaginaire (Jackalope ou Licorne) ou réel. À partir de Dapper Drake les noms de code rejoignent un ordre alphabétique — quatrième version, quatrième lettre — permettant de situer facilement une version par rapport à une autre. Dans l’usage courant, il est souvent fait référence à une version d’Ubuntu par l’adjectif de son nom de code (par exemple Dapper).

### Versions LTS: stables à long terme
Certaines des versions sont qualifiées de LTS (long-term support), ce qui signifie qu'elles sont plus particulièrement optimisées, stables, et seront maintenues durant cinq ans (ce délai était de trois ans jusqu'à la version poste de travail 10.04 LTS de 2010).
Les versions non LTS ne sont maintenues que 9 mois (18 mois avant Ubuntu 13.04).
Les versions LTS  peuvent bénéficier d'un support technique payant de Canonical Ltd..

### Versions ESM: Extended Security Maintenance
Il existe une période d'extension  nommé « ESM » pour « Extended Security Maintenance » inclus dans l'abonnement Ubuntu Pro, qui prolonge la maintenance des LTS de cinq ans soit dix ans en tout. Cela permet de proposer une durée de maintenance équivalente à celle de Red Hat Entreprise Linux.
Ainsi en activant l'abonnement Ubuntu Pro sur Ubuntu 22.04 LTS, celle-ci pourra bénéficier des dépôts ESM et être maintenue jusqu'à avril 2032.

### Version Test: Rolling Rhino
Une version instable de test existe, portant le nom de « Rolling Rhino ». Elle est similaire à ce qu'est la version « SID » pour Debian.

### Historique des versions[3]
| Version | Nom de code       | Date de publication | Date d’obsolescence | Date d’obsolescence | Extension ESM | Version du noyau |
| Version | Nom de code       | Date de publication | Bureau              | Serveur             | Extension ESM | Version du noyau |
| --- | ----------------- | ------------------- | ------------------- | ------------------- | ------------- | ---------------- |
| 4.10 | Warty Warthog     | 20 octobre 2004     | 30 avril 2006       | 30 avril 2006       |               | 2.6.8            |
| 5.04 | Hoary Hedgehog    | 8 avril 2005        | 31 octobre 2006     | 31 octobre 2006     |               | 2.6.10           |
| 5.10 | Breezy Badger     | 13 octobre 2005     | 13 avril 2007       | 13 avril 2007       |               | 2.6.12           |
| 6.06 LTS | Dapper Drake      | 1er juin 2006       | 14 juillet 2009     | 1er juin 2011       |               | 2.6.15           |
| 6.10 | Edgy Eft          | 26 octobre 2006     | 25 avril 2008       | 25 avril 2008       |               | 2.6.17           |
| 7.04 | Feisty Fawn       | 19 avril 2007       | 19 octobre 2008     | 19 octobre 2008     |               | 2.6.20           |
| 7.10 | Gutsy Gibbon      | 18 octobre 2007     | 18 avril 2009       | 18 avril 2009       |               | 2.6.22           |
| 8.04 LTS | Hardy Heron       | 24 avril 2008       | 12 mai 2011         | 9 mai 2013          |               | 2.6.24           |
| 8.10 | Intrepid Ibex     | 30 octobre 2008     | 30 avril 2010       | 30 avril 2010       |               | 2.6.27           |
| 9.04 | Jaunty Jackalope  | 23 avril 2009       | 23 octobre 2010     | 23 octobre 2010     |               | 2.6.28           |
| 9.10 | Karmic Koala      | 29 octobre 2009     | 30 avril 2011       | 30 avril 2011       |               | 2.6.31           |
| 10.04 LTS | Lucid Lynx        | 29 avril 2010       | 9 mai 2013          | 30 avril 2015       |               | 2.6.32           |
| 10.10 | Maverick Meerkat  | 10 octobre 2010     | 10 avril 2012       | 10 avril 2012       |               | 2.6.35           |
| 11.04 | Natty Narwhal     | 28 avril 2011       | 28 octobre 2012     | 28 octobre 2012     |               | 2.6.38           |
| 11.10 | Oneiric Ocelot    | 13 octobre 2011     | 8 mai 2013          | 8 mai 2013          |               | 3.0.0            |
| 12.04 LTS | Precise Pangolin  | 26 avril 2012       | 28 avril 2017       | 28 avril 2017       | 26 avril 2019 | 3.2              |
| 12.10 | Quantal Quetzal   | 18 octobre 2012     | 16 mai 2014         | 16 mai 2014         |               | 3.5.0            |
| 13.04 | Raring Ringtail   | 25 avril 2013       | 27 janvier 2014     | 27 janvier 2014     |               | 3.8.0            |
| 13.10 | Saucy Salamander  | 17 octobre 2013     | 17 juillet 2014     | 17 juillet 2014     |               | 3.11.0           |
| 14.04 LTS | Trusty Tahr       | 17 avril 2014       | 25 avril 2019       | 25 avril 2019       | 25 avril 2024 | 3.13.0           |
| 14.10 | Utopic Unicorn    | 23 octobre 2014     | 23 juillet 2015     | 23 juillet 2015     |               | 3.16.0           |
| 15.04 | Vivid Vervet      | 23 avril 2015       | 4 février 2016      | 4 février 2016      |               | 3.19             |
| 15.10 | Wily Werewolf     | 22 octobre 2015     | 28 juillet 2016     | 28 juillet 2016     |               | 4.2              |
| 16.04 LTS | Xenial Xerus      | 21 avril 2016       | 30 avril 2021       | 30 avril 2021       | 23 avril 2026 | 4.4              |
| 16.10 | Yakkety Yak       | 13 octobre 2016     | 20 juillet 2017     | 20 juillet 2017     |               | 4.8              |
| 17.04 | Zesty Zapus       | 13 avril 2017       | 13 janvier 2018     | 13 janvier 2018     |               | 4.10             |
| 17.10 | Artful Aardvark   | 19 octobre 2017     | 19 juillet 2018     | 19 juillet 2018     |               | 4.13             |
| 18.04 LTS | Bionic Beaver     | 26 avril 2018       | 31 mai 2023         | 31 mai 2023         | 26 avril 2028 | 4.15             |
| 18.10 | Cosmic Cuttlefish | 20 octobre 2018     | 18 juillet 2019     | 18 juillet 2019     |               | 4.18             |
| 19.04 | Disco Dingo       | 18 avril 2019       | 23 janvier 2020     | 23 janvier 2020     |               | 5.0              |
| 19.10 | Eoan Ermine       | 17 octobre 2019     | 17 juillet 2020     | 17 juillet 2020     |               | 5.3              |
| 20.04 LTS | Focal Fossa       | 23 avril 2020       | 29 mai 2025         | 29 mai 2025         | 23 avril 2030 | 5.4              |
| 20.10 | Groovy Gorilla    | 22 octobre 2020     | 22 juillet 2021     | 22 juillet 2021     |               | 5.8              |
| 21.04 | Hirsute Hippo     | 22 avril 2021       | 20 janvier 2022     | 20 janvier 2022     |               | 5.11             |
| 21.10 | Impish Indri      | 14 octobre 2021     | 14 juillet 2022     | 14 juillet 2022     |               | 5.13             |
| 22.04 LTS | Jammy Jellyfish   | 21 avril 2022       | 21 avril 2027       | 21 avril 2027       | 21 avril 2032 | 5.15             |
| 22.10 | Kinetic Kudu      | 20 octobre 2022     | 20 juillet 2023     | 20 juillet 2023     |               | 5.19             |
| 23.04 | Lunar Lobster     | 20 avril 2023       | 25 janvier 2024     | 25 janvier 2024     |               | 6.2              |
| 23.10 | Mantic Minotaur   | 12 octobre 2023     | 11 juillet 2024     | 11 juillet 2024     |               | 6.5              |
| 24.04 LTS | Noble Numbat      | 25 avril 2024       | 25 avril 2029       | 25 avril 2029       | 25 avril 2034 | 6.8              |
| 24.10 | Oracular Oriole   | 10 octobre 2024     | 10 juillet 2025     | 10 juillet 2025     |               | 6.11             |
| 25.04 | Plucky Puffin     | 17 avril 2025       | janvier 2026        | janvier 2026        |               | 6.14             |
| 25.10 | Questing Quokka   | octobre 2025        | juillet 2026        | juillet 2026        |               |                  |
| Légende : - Version obsolète - Version ESM - Ancienne version, toujours maintenue - Version actuelle - Version à venir |                   |                     |                     |                     |               |                  |

| Version d'Ubuntu | Environnement | Firefox | Suite bureautique    | GIMP     | MySQL | PHP   | Python | X.Org         |
| ---------------- | ------------- | ------- | -------------------- | -------- | ----- | ----- | ------ | ------------- |
| 4.10             | GNOME 2.8     | 0.10.1  | OpenOffice.org 1.1.2 | 2.0.2    | 4.0   | 4.3   | 2.3.4  | (XFree86 4.3) |
| 5.04             | GNOME 2.10    | 1.0.2   | OpenOffice.org 1.1.3 | 2.2.2    | 4.0   | 4.3   | 2.4.1  | (6.8.2)       |
| 5.10             | GNOME 2.12    | 1.0.7   | OpenOffice.org 2.0b  | 2.2.8    | 4.1   | 5.0   | 2.4.2  | (6.8.2)       |
| 6.06 LTS         | GNOME 2.14    | 1.5.3   | OpenOffice.org 2.0.2 | 2.2.11   | 5.0   | 5.1   | 2.4.3  | 1.0.2         |
| 6.10             | GNOME 2.16    | 2.0.0   | OpenOffice.org 2.0.4 | 2.2.13   | 5.0   | 5.1   | 2.4.4  | 1.1.1         |
| 7.04             | GNOME 2.18    | 2.0.3   | OpenOffice.org 2.2.0 | 2.2.13   | 5.0   | 5.2   | 2.5.1  | 1.2.0         |
| 7.10             | GNOME 2.20    | 2.0.6   | OpenOffice.org 2.3.0 | 2.4.0rc3 | 5.0   | 5.2   | 2.5.1  | 1.3.0         |
| 8.04 LTS         | GNOME 2.22    | 3.0b5   | OpenOffice.org 2.4.0 | 2.4.5    | 5.0   | 5.2   | 2.5.2  | 1.4.1         |
| 8.10             | GNOME 2.24    | 3.0.3   | OpenOffice.org 2.4.1 | 2.6.1    | 5.0   | 5.2   | 2.5.2  | 1.5.2         |
| 9.04             | GNOME 2.26    | 3.0.8   | OpenOffice.org 3.0.1 | 2.6.6    | 5.0   | 5.2   | 2.5.4  | 1.6.0         |
| 9.10             | GNOME 2.28    | 3.5.2   | OpenOffice.org 3.1.1 | 2.6.7    | 5.1   | 5.2   | 2.6.2  | 1.6.3         |
| 10.04 LTS        | GNOME 2.30    | 3.6.3   | OpenOffice.org 3.2.0 |          | 5.1   | 5.3   | 2.6.5  | 1.7.6         |
| 10.10            | GNOME 2.32    | 3.6.10  | OpenOffice.org 3.2.1 |          | 5.1   | 5.3   | 2.6.6  | 1.9.0         |
| 11.04            | GNOME 2.32    | 4.0     | LibreOffice 3.3.2    |          | 5.1   | 5.3.5 | 2.7.1  | 1.10.1        |
| 11.10            | Unity 3.8     | 7       | LibreOffice 3.4.3    |          | 5.1   | 5.3.5 | 2.7.1  | 1.10.1        |
| 12.04 LTS        | Unity 5.10    | 11      | LibreOffice 3.5.1    |          | 5.1   | 5.3.6 | 2.7.2  | 1.10.4        |
| 12.10            | Unity 6.8     | 16      | LibreOffice 3.6.2    |          | 5.5   | 5.4.6 | 2.7.3  | 1.13.0        |
| 13.04            | Unity 7.0     | 20      | LibreOffice 4.0.1    |          | 5.5   | 5.5   | 3.3    | 1.13.3        |
| 13.10            | Unity 7.1     | 24      | LibreOffice 4.1.3    |          | 5.5   | 5.5   | 3.3    | 1.14.3        |
| 14.04 LTS        | Unity 7.2     | 28      | LibreOffice 4.2.3    |          | 5.5   | 5.5   | 3.4    | 1.15.1        |
| 14.10            | Unity 7.3     | 33      | LibreOffice 4.X.X    |          | 5.5   | 5.5   | 3.4    | 1.16          |
| 15.04            | Unity 7.3     | 37      | LibreOffice 4.4.2    |          | 5.6   | 5.6   | 3.4    | 1.17.1        |
| 15.10            | Unity 7.3.3   | 41      | LibreOffice 5.0.2    |          | ?     | ?     | 3.4    | 1.7.7.7       |
| 16.04 LTS        | Unity 7.4     | 46      | LibreOffice 5.1.2    |          | 5.7   | 7.0   | 3.5.1  | 1.7.7.13      |
| 16.10            | Unity 7.5.0   | 49      | LibreOffice 5.2.2    |          | 7.0.8 | ?     | 3.5.1  | 1.7.7.13      |
| 17.04            | Unity 7.5     | 52      | LibreOffice 5.3      |          | ?     | ?     | ?      | ?             |
| 17.10            | GNOME 3.26    | 56      | LibreOffice 5.4      |          | ?     | ?     | 3.6    | ?             |
| 18.04 LTS        | GNOME 3.28    | 59      | LibreOffice 6.0.3    |          | ?     | ?     | 3.6.5  | ?             |
| 18.10            | GNOME 3.30    | 63      | LibreOffice 6.1.2    |          | ?     | ?     | ?      | ?             |
| 19.04            | GNOME 3.32    | 66      | LibreOffice 6.2.2    |          | ?     | ?     | 3.7.2  | 1.20.4        |
| 19.10            | GNOME 3.34    | 69      | LibreOffice 6.3      |          | ?     | 7.3.8 | ?      | ?             |
| 20.04 LTS        | GNOME 3.36    | 75      | LibreOffice 6.4.22   |          | ?     | ?     | ?      | ?             |
| 20.10            | GNOME 3.38    | 81      | LibreOffice 7.0.2    |          | ?     | ?     | 3.8.6  | ?             |
| 21.04            | GNOME 3.38    | 87      | LibreOffice 7.1.2    |          | ?     | ?     | 3.9    | ?             |
| 21.10            | GNOME 40      | 93      | LibreOffice 7.2.1    |          | ?     | ?     | ?      | ?             |
| 22.04 LTS        | GNOME 42      | 103     | LibreOffice 7.3      |          | ?     | 8.1.2 | 3.10.4 | ?             |
| 22.10            | GNOME 43      | 105     | LibreOffice 7.4      |          | ?     | ?     | ?      | ?             |
| 23.04            | GNOME 44      | 111     | LibreOffice 7.5.2    |          | ?     | ?     | 3.11   | ?             |
| 23.10            | GNOME 45      | 118     | LibreOffice 7.6      |          | ?     | ?     | ?      | ?             |
| 24.04 LTS        | GNOME 46      | 124     | LibreOffice 24.2     |          | ?     | 8.3.6 | 3.12   | ?             |
| 24.10            | GNOME 47      | 130     | LibreOffice 24.8     |          | ?     | 8.3.9 | 3.12.7 | ?             |
| 25.04            | GNOME 48      | 137     | LibreOffice 25.2     |          | ?     | 8.4   | 3.13.3 | ?             |

## Détail version par version

### Cycle 1, vers la versionDapper Drake6.06 LTS

#### Ubuntu 4.10 (Warty Warthog)

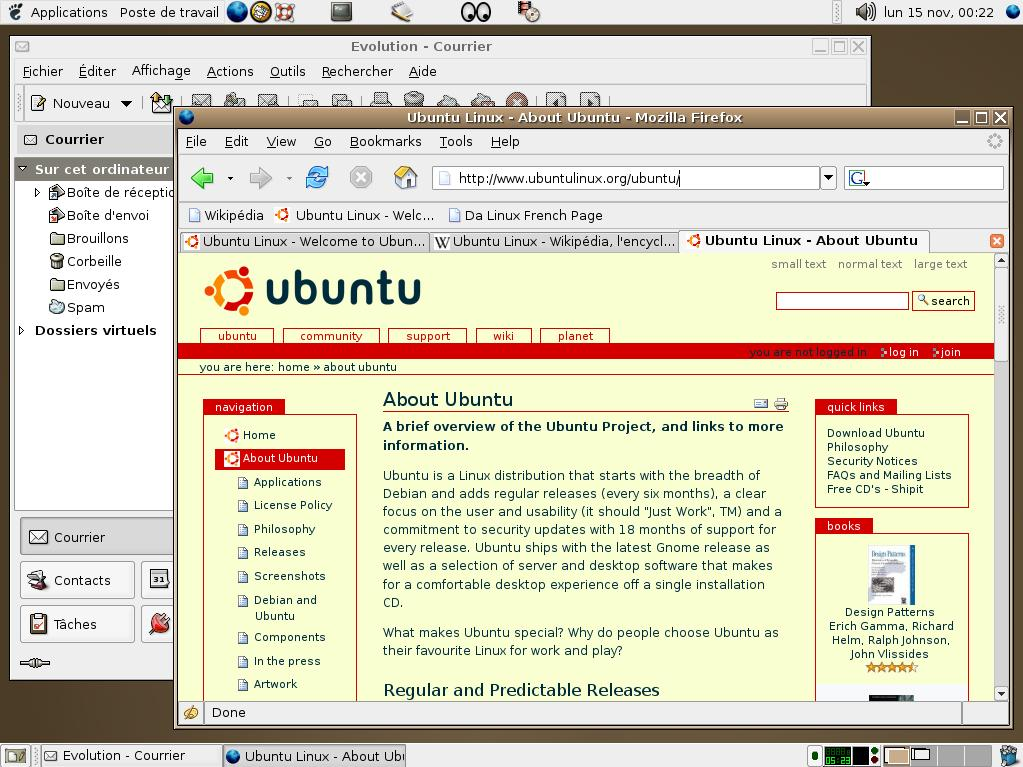
Ubuntu 4.10 (Warty Warthog)

Ubuntu 4.10 (Warty Warthog, en français « phacochère verruqueux »), publiée le 20 octobre 2004 fut la première publication d’Ubuntu Linux, basée sur Debian GNU/Linux avec l’idée de sortir une nouvelle version tous les six mois et de proposer dix-huit mois d’assistance technique par la suite.
Cette assistance technique prit fin le 30 avril 2006. En plus du téléchargement, Ubuntu 4.10 proposait déjà le service ShipIt, permettant aux utilisateurs de commander gratuitement des CD d’installation
La version pour le bureau incluait par défaut, entre autres programmes, Gaim 1.0, GIMP 2.0, GNOME 2.8, Mozilla Firefox 0.9 et OpenOffice.org 1.1. La version pour le serveur était livrée avec MySQL 4.0, PHP 4.3, et Python 2.3. Ubuntu 4.10 utilisait le noyau Linux 2.6.8 avec XFree86 4.3.

#### Ubuntu 5.04 (Hoary Hedgehog)

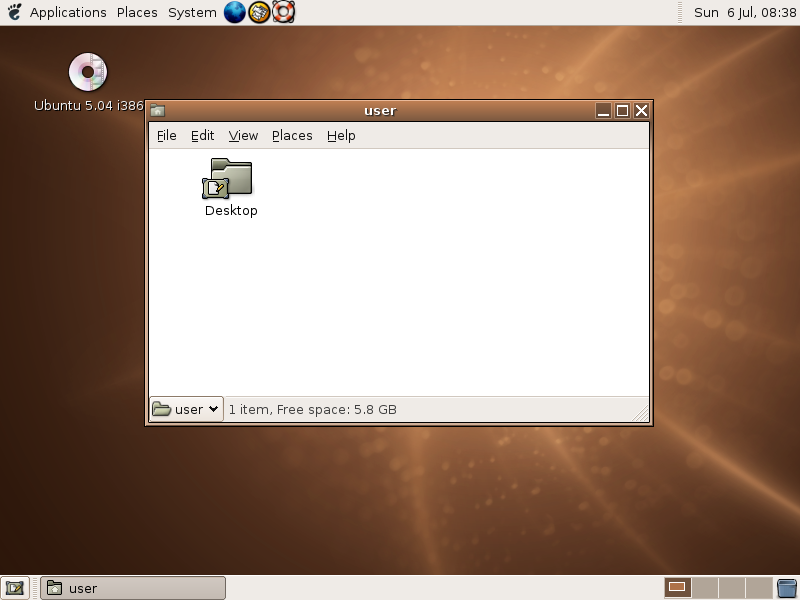
Ubuntu 5.04 (Hoary Hedgehog)

Ubuntu 5.04 (Hoary Hedgehog, en français « hérisson vénérable »), publiée le 8 avril 2005, est la deuxième version d’Ubuntu Linux. Le support pour cette version s’est terminé le 31 octobre 2006. Cette mouture a ajouté de nouvelles applications, dont un gestionnaire de mises à jour, un notifieur de mise à jour, readahead, grepmap, un support pour la mise en veille et l’hibernation, une gestion dynamique de la fréquence du processeur, une base de données du matériel supporté, un installateur aisé et l’authentification APT Ubuntu 5.04 permet l’installation depuis un périphérique USB et utilise l’UTF-8 par défaut.
La version pour le bureau incluait, entre autres applications, Gaim 1.1, GIMP 2.2, GNOME 2.10, Mozilla Firefox 1.0 et OpenOffice.org 1.1. La version pour le serveur incluait MySQL 4.0, PHP 4.3 et Python 2.4. Ubuntu 5.04 utilisait le noyau Linux 2.6.10 et le serveur X.Org 6.8.

#### Ubuntu 5.10 (Breezy Badger)

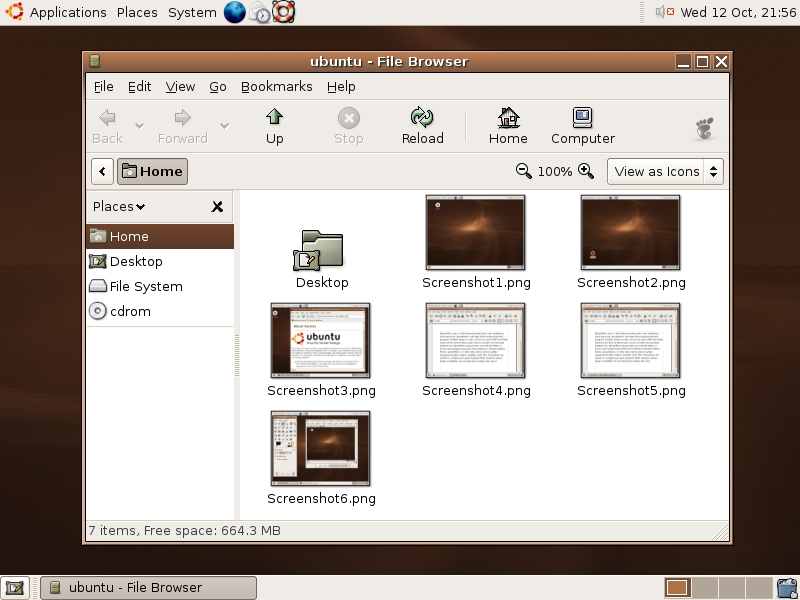
Ubuntu 5.10 (Breezy Badger)

Ubuntu 5.10 (Breezy Badger, en français « blaireau jovial »), disponible au 13 octobre 2005,, fut la troisième version d’Ubuntu Linux. Son support s’est terminé le 13 avril 2007. Ubuntu 5.10 a ajouté de nombreuses nouvelles fonctionnalités, dont un chargeur d’amorçage graphique, un outil d’ajout et de suppression d’applications, un éditeur de menu, un sélecteur facile de langue, un support pour la gestion par volumes logiques, un support complet des imprimantes Hewlett-Packard, un support pour installer des logiciels OEM et l’intégration de Launchpad pour rapporter des bugs et aider au développement des applications.
La version pour le bureau d’Ubuntu 5.10 incluait, parmi d’autres, Gaim 1.5, GIMP 2.2, GNOME 2.12, Mozilla Firefox 1.0 et OpenOffice.org 1.9 (version pre-2.0). La version pour le serveur incluait MySQL 4.1, PHP 5.0 et Python 2.4. Ubuntu 5.10 utilisait le noyau Linux 2.6.12 et X.Org 6.8.

#### Ubuntu 6.06 LTS (Dapper Drake)

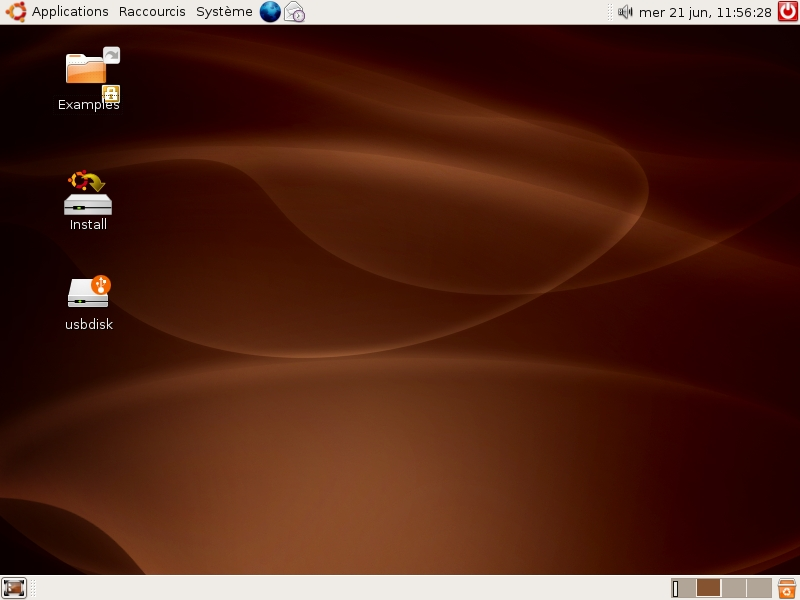
Ubuntu 6.06 (Dapper Drake)

Ubuntu 6.06 (Dapper Drake, en français « canard pimpant »), publiée le 1er juin 2006,, est la quatrième version sortie par Canonical et la première LTS (Long Term Support, « support à long terme »). Cette assistance a pris fin en juin 2009 pour la version bureau et en juin 2011 pour la version serveur. Ubuntu 6.06 incluait diverses nouveautés, dont la fusion des CD autonome et d’installation en un seul, un installateur graphique sur le LiveCD, un gestionnaire de réseau pour passer facilement d’une connexion à une autre, du thème Humanlooks implémenté avec les directives Tango, basé sur Clearlooks et utilisant un thème de couleurs orange plutôt que brunes, et de l’installateur graphique GDebi pour les paquets deb,. Ubuntu 6.06 ne permettait pas l’installation à partir d’un périphérique USB, mais permettait pour la première fois l’installation sur un périphérique USB.
La version bureau d’Ubuntu 6.06 incluait, entre autres, Gaim 1.5, GIMP 2.2, GNOME 2.14, Mozilla Firefox 1.5 et OpenOffice.org 2.0. La version serveur comportait MySQL 5.0, PHP 5.1 et Python 2.4 ainsi que LAMP en option. Le noyau Linux utilisé en était à la version 2.6.15 et X.Org à la version 7.0.

### Cycle 2, vers la versionHardy Heron8.04 LTS

#### Ubuntu 6.10 (Edgy Eft)

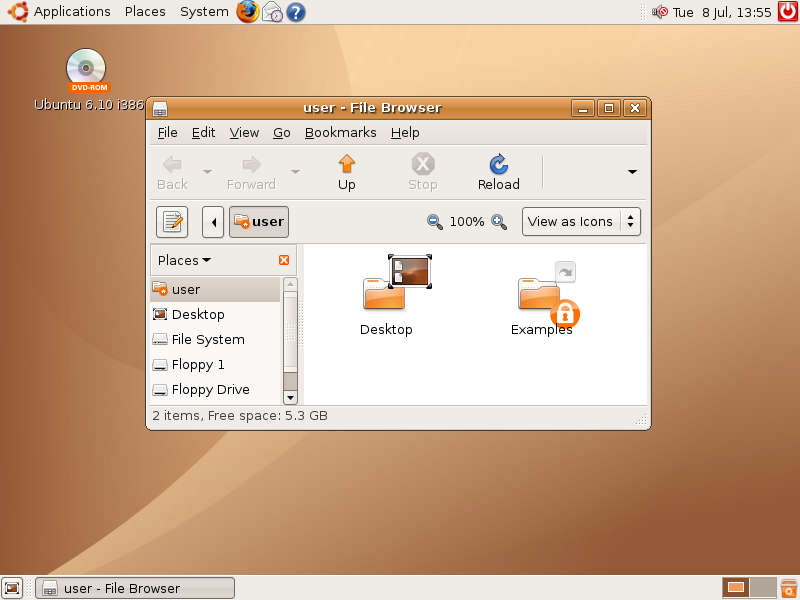
Ubuntu 6.10 (Edgy Eft)

Ubuntu 6.10 (Edgy Eft, en français « triton nerveux»), publiée le 26 octobre 2006,, est la cinquième version d’Ubuntu, dont l’assistance technique s’est terminée le 25 avril 2008. Ubuntu 6.10 inclut diverses nouveautés parmi lesquelles un thème Human fort modifié, le daemon de démarrage Upstart, des rapports automatisés des crashes (Apport), l’application de prise de notes Tomboy et le gestionnaire de photos F-Spot. EasyUbuntu, une application tierce destinée à rendre Ubuntu plus facile d’utilisation, fut incluse dans Ubuntu 6.10 en tant que méta-package.
La version pour le bureau d’Ubuntu 6.10 incluait, entre autres, Gaim 2.0 GIMP 2.2, GNOME 2.16, Mozilla Firefox 2.0 et OpenOffice.org 2.0. La version serveur incluait MySQL 5.0, PHP 5.1 et Python 2.4. Ubuntu 6.10 tournait sur un noyau 2.6.17 et X.Org 7.1.

#### Ubuntu 7.04 (Feisty Fawn)

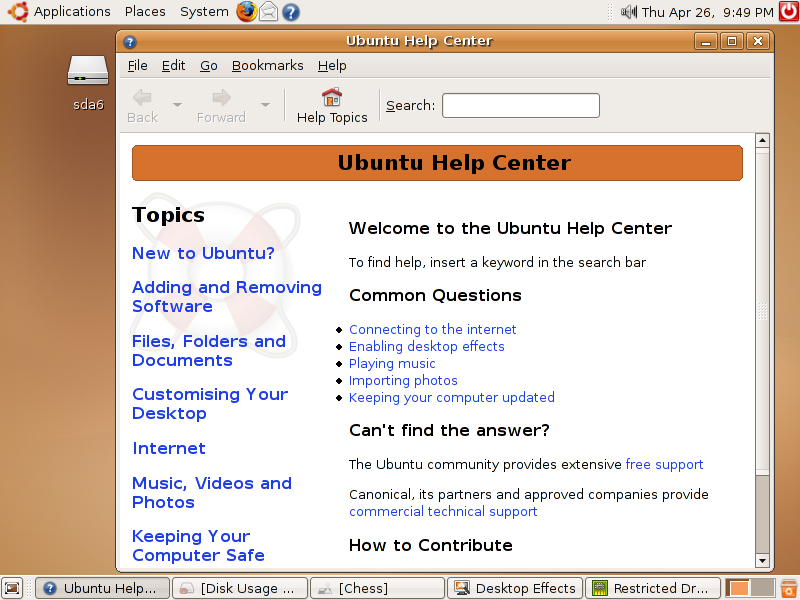
Ubuntu 7.04 (Feisty Fawn)

Ubuntu 7.04 (Feisty Fawn, en français « faon téméraire »), publiée le 19 avril 2007, est la sixième version d’Ubuntu, dont l’assistance technique s’est terminée le 19 octobre 2008. Cette version incluait plusieurs nouveautés, parmi lesquelles un assistant de migration pour aider la transition des utilisateurs venant de Microsoft Windows vers Ubuntu, du support pour KVM, une installation assistée de codecs et pilotes propriétaires, les effets de bureau Compiz, le support du Wi-Fi Protected Access, deux nouveaux jeux par défaut, un analyseur d’utilisation des disques (Baobab), le centre de contrôle GNOME et le support de Zeroconf pour beaucoup de périphériques. Ubuntu 7.04 a abandonné le support de l’architecture PowerPC.
La version bureau du système d’exploitation comportait, parmi d’autres, Gaim 2.0, GIMP 2.2, GNOME 2.18, Mozilla Firefox 2.0 et OpenOffice.org 2.2. La version serveur incluait MySQL 5.0, PHP 5.2 et Python 2.5. Ubuntu 7.04 utilisait Linux 2.6.20 et X.Org 7.2.

#### Ubuntu 7.10 (Gutsy Gibbon)

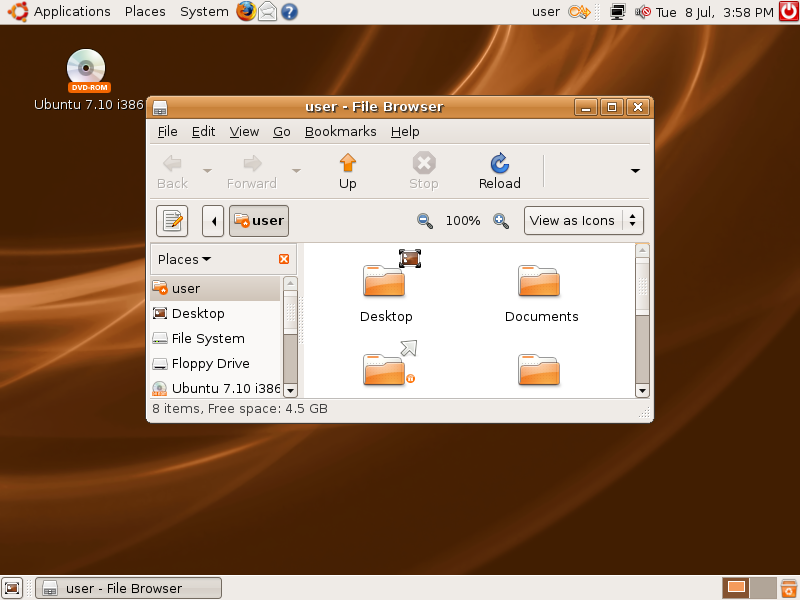
Ubuntu 7.10 (Gutsy Gibbon)

Ubuntu 7.10 (Gutsy Gibbon, en français « gibbon fougueux »), disponible depuis le 18 octobre 2007,, est la septième version d’Ubuntu Linux. L’assistance technique pour cette version s’est terminée le 18 avril 2009. Ubuntu 7.10 introduisait plusieurs nouveautés dont, entre autres, le logiciel de sécurité AppArmor, un moteur de recherche de bureau rapide, un gestionnaire d’extensions pour Firefox (Ubufox), un outil de configuration graphique pour X.Org, le support complet de NTFS et un système repensé d’impression imprimant dans des fichiers PDF par défaut Compiz Fusion fut activé par défaut et le changement rapide d’utilisateur introduit.
L’installation pour le bureau de cette version incluait, entre autres, GIMP 2.4, GNOME 2.20, Mozilla Firefox 2.0, OpenOffice.org 2.3 et Pidgin 2.2. L’installation pour le serveur incluait MySQL 5.0, PHP 5.2 et Python 2.5. Ubuntu 7.10 utilisait Linux 2.6.22 et X.Org 7.2.

#### Ubuntu 8.04 LTS (Hardy Heron)

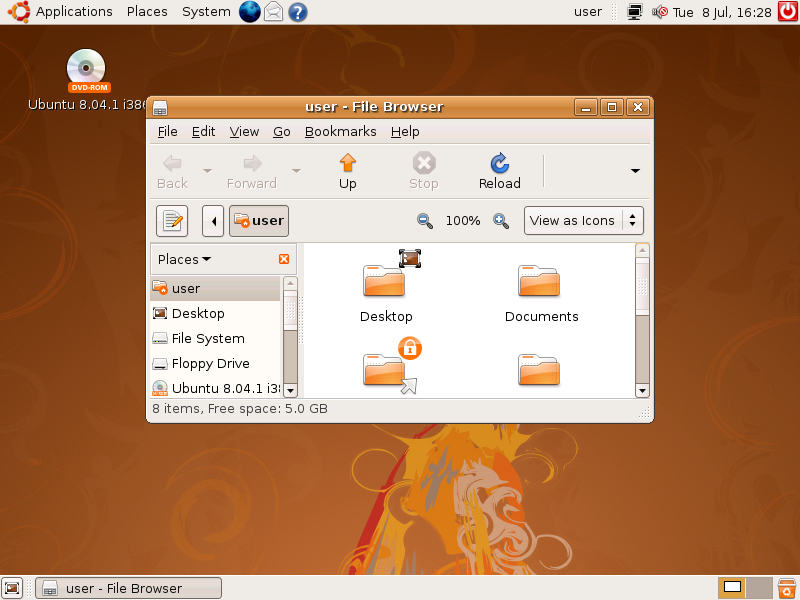
Ubuntu 8.04 (Hardy Heron)

Ubuntu 8.04 (Hardy Heron, en français « héron robuste »), rendue disponible le 24 avril 2008, est la huitième version d’Ubuntu Linux, et la seconde avec une assistance technique étendue (LTS),. Cette dernière s'est terminée courant avril 2011 pour la version de bureau et pris fin en avril 2013 pour la version de serveur. Ubuntu 8.04 incluait plusieurs nouvelles fonctionnalités, comme l’intégration du moteur de recherche de bureau Tracker, le logiciel de gravure Brasero, le client BitTorrent Transmission, le client VNC Vinagre, un système de son propulsé par PulseAudio et l’authentification et la connexion à Active Directory grâce au logiciel Likewise Open. De plus, Ubuntu 8.04 incluait des mises à jour pour une meilleure conformité à Tango, diverses améliorations de l’utilisation de Compiz, la capture et la relâche automatiques du curseur de souris lorsqu’Ubuntu est lancé dans une machine virtuelle VMware ainsi qu’une méthode plus aisée de supprimer le système d’exploitation. Ubuntu 8.04 est la première version à inclure l’installateur Wubi sur le LiveCD permettant à Ubuntu d’être installé comme un seul fichier sur un disque dur Windows sans avoir à repartitionner le disque.
La version bureau d’Ubuntu incluait, entre autres, les logiciels GIMP 2.4, GNOME 2.22, Mozilla Firefox 3.0, OpenOffice.org 2.4 et Pidgin 2.4. La version destinée aux serveurs incluait MySQL 5.0, PHP 5.2 et Python 2.5. Ubuntu 8.04 utilisait Linux 2.6.24 et X.Org 7.3.

### Cycle 3, vers la versionLucid Lynx10.04 LTS

#### Ubuntu 8.10 (Intrepid Ibex)

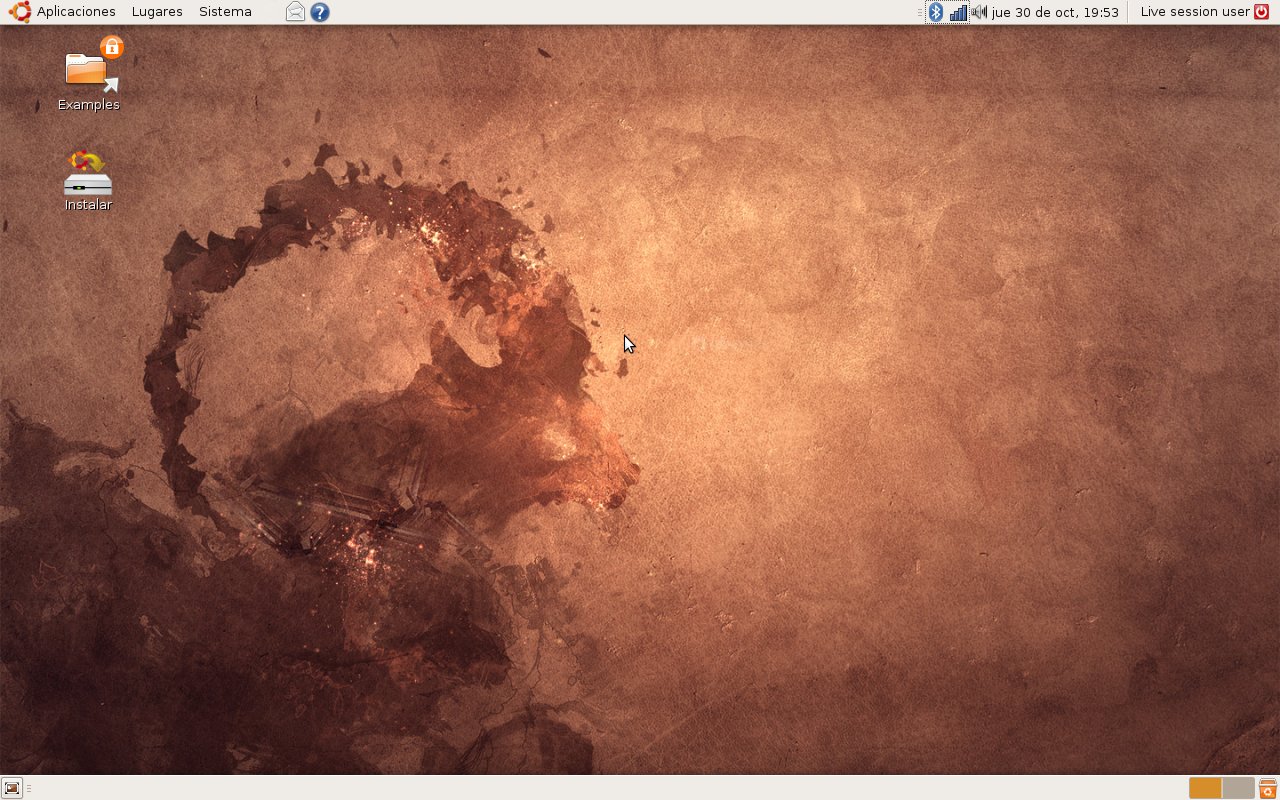
Ubuntu 8.10 (Intrepid Ibex)

Ubuntu 8.10 (Intrepid Ibex, en français « bouquetin intrépide »), disponible depuis le 30 octobre 2008, est la neuvième version d’Ubuntu. Son support prit fin en avril 2010. Ses nouvelles fonctionnalités sont des améliorations notables à l’informatique ubiquitaire et évolutive, une flexibilité accrue de la connectivité à l’Internet, un créateur de Live USB et un compte invité permettant à quiconque d’utiliser un ordinateur sous Ubuntu avec des droits très restreints (dont accès à l’Internet, l’utilisation de logiciels et la vérification des e-mails). Ce compte a son propre répertoire personnel et rien de ce qui y est stocké ne perdure sur le disque dur de l’ordinateur. Cette version inclut également un répertoire privé chiffré pour les utilisateurs et un outil permettant de recompiler automatiquement les pilotes du noyau lors de la sortie de nouveaux noyaux. L’applet permettant de changer d’utilisateur rapidement a été repensée pour remplacer le bouton de déconnexion et a une meilleure intégration avec Pidgin.
Ubuntu 8.10 pour bureau inclut, entre autres, GIMP 2.6, GNOME 2.24, Mozilla Firefox 3.0, OpenOffice.org 2.4 et Pidgin 2.5. La version pour serveur inclut MySQL 5.0, PHP 5.2 et Python 2.5. Ubuntu 8.10 utilise Linux 2.6.27 et X.Org 7.4.

#### Ubuntu 9.04 (Jaunty Jackalope)

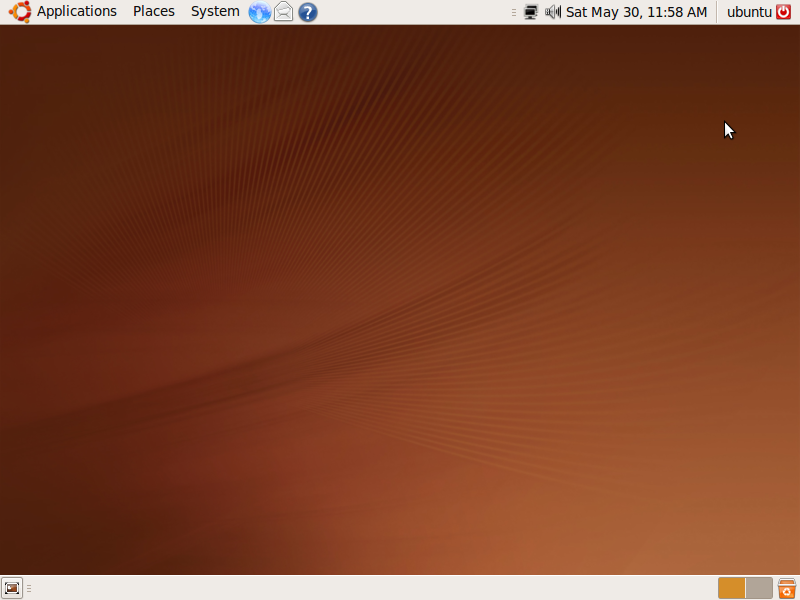
Ubuntu 9.04 (Jaunty Jackalope)

Ubuntu 9.04 (Jaunty Jackalope, en français « jackalope enjoué ») est la dixième version d’Ubuntu, disponible depuis le 23 avril 2009. Elle a bénéficié d’une assistance technique jusqu'à fin octobre 2010. Les fonctionnalités prévues incluent un temps de chargement moins élevé et l’intégration de services et applications web dans l’interface de bureau. Elle marque également le déplacement de tous les développements principaux d’Ubuntu vers le logiciel de gestion de versions Bazaar,.
La version pour le bureau d’Ubuntu 9.04 propose GIMP 2.6, GNOME 2.26, Mozilla Firefox 3.0, OpenOffice.org 3.0 et Pidgin 2.5. Son noyau est Linux 2.6.28 et le serveur graphique est X.Org 7.4. Le système de fichiers par défaut reste ext3 avec la possibilité d’utiliser le nouveau ext4 disponible à l’installation.

#### Ubuntu 9.10 (Karmic Koala)

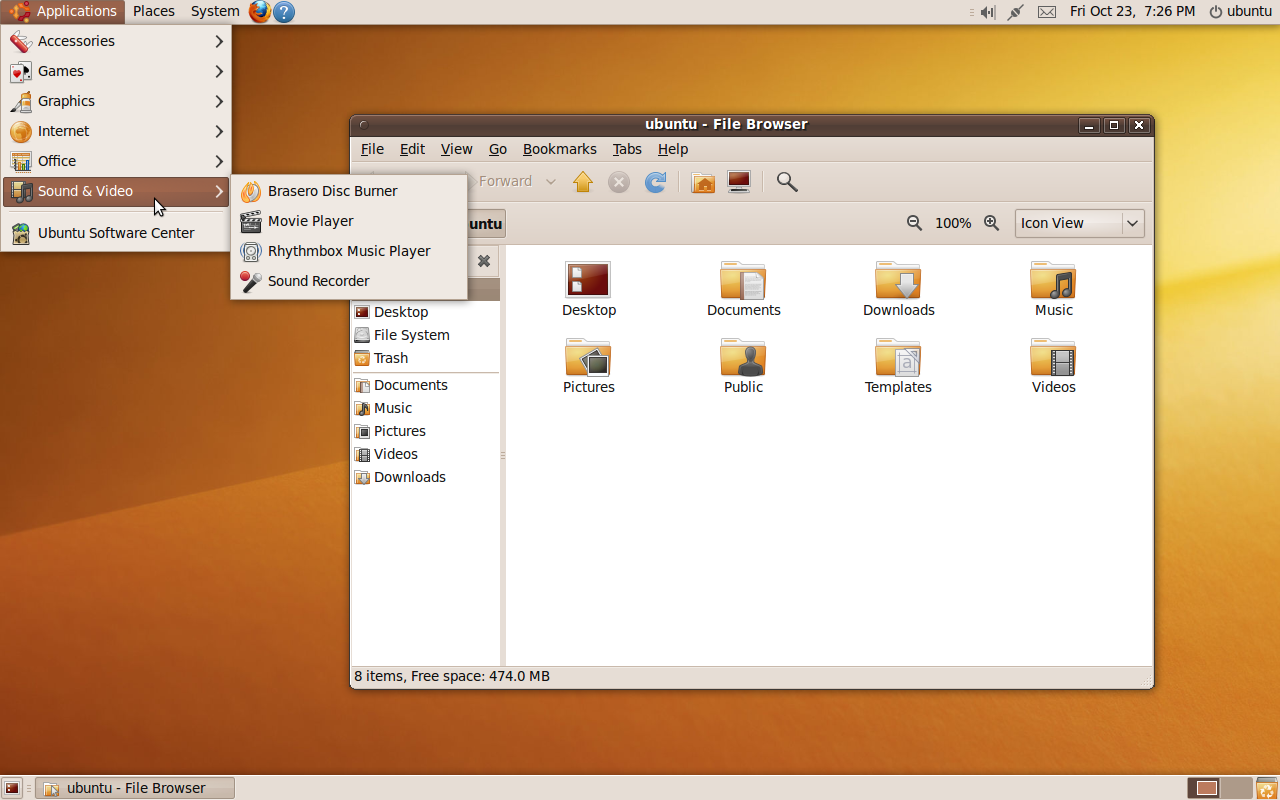
Ubuntu 9.10 (Karmic Koala)

Ubuntu 9.10 (Karmic Koala, en français « koala karmique ») a été publiée le 29 octobre 2009. La onzième version de la distribution est supportée jusqu’en avril 2011.
Lors d’une annonce à la communauté le 20 février 2009, Mark Shuttleworth a expliqué que la version 9.10 se concentrera sur les améliorations dans le cloud computing sur les serveurs utilisant l’infrastructure Eucalyptus, des améliorations notamment du temps de démarrage, le développement du netbook Remix qui intègre les dernières technologies de Moblin.
La version pour le bureau dispose d'un nouveau thème de démarrage basé sur xplash, un nouveau thème de bureau légèrement modifié, de nouvelles icônes, et un lot de fond d'écran. Il inclut entre autres Firefox 3.5, Empathy en remplacement de Pidgin et une compatibilité avec les applications Android[réf. nécessaire]. Le système fonctionne grâce au noyau 2.6.31, utilise GNOME 2.28 et propose le système de fichiers ext4 par défaut.
La « Logithèque Ubuntu » (Ubuntu software center) fait son apparition remplaçant l'ancien installateur graphique d'applications (les utilisateurs avancés pourront toujours utiliser Synaptic qui reste installé par défaut) ; il offre une bien meilleure interface, une recherche de logiciels par dépôts et permet de visualiser les logiciels installés.

#### Ubuntu 10.04 LTS (Lucid Lynx)

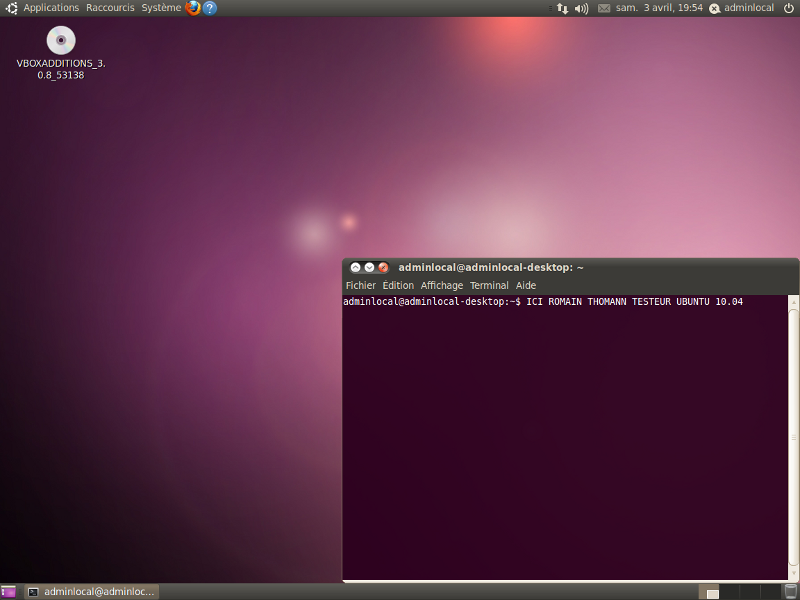
Ubuntu 10.04 (Lucid Lynx)

Ubuntu 10.04 (Lucid Lynx, en français « lynx lucide ») a été publiée le 29 avril 2010. Elle est la douzième version de la distribution, la troisième avec un support à long terme (LTS) et a été supportée jusqu’au 9 mai 2013 pour la version desktop, et 30 avril 2015 pour la version serveur.
Cette version bénéficie d'une nouvelle identité visuelle nommée « Light » avec, pour nouveau concept, la lumière. Nouveaux thèmes (« Light » et « Dark »), nouvel écran de démarrage et nouvel écran GDM sont au rendez-vous. Le logo de la distribution a également bénéficié d'un nouveau design. Les couleurs prédominantes de la nouvelle charte graphique de la distribution se tournent vers un violet contrasté et de l'orange. On note aussi le changement des boutons d'action fermer/réduire/plein écran qui passent de droite (façon Windows) à gauche (façon Mac OS X). Cette décision est justifiée par le fait que l'utilisateur se trouve plus souvent avec la souris dans le coin supérieur gauche pour avoir accès aux différents menus.
L'objectif d'un démarrage de 10 secondes a été fixé pour les netbooks avec un disque SSD. GIMP, le célèbre logiciel de retouche, n'est plus présent par défaut et laisse sa fonctionnalité à F-Spot ou Gthumb ; à noter aussi l'apparition de Pitivi, nouveau logiciel de montage vidéo. Enfin, la version 10.04 voit l'apparition de divers services en ligne proposés par Canonical sous le label «Ubuntu One» dont un service d'achat de musique nommé actuellement Ubuntu one music store, à l'instar de ce que propose Apple avec iTunes, proposé directement dans Rhythmbox à côté d'autres services d'achat de musique en ligne indépendants. Cette version intègre le noyau 2.6.32, GNOME 2.30 ainsi que KDE 4.4.

### Cycle 4, vers la versionPrecise Pangolin12.04 LTS

#### Ubuntu 10.07
Cette dénomination désigne une déclinaison d'ubuntu 10.04 dans sa version Ubuntu Netbook Edition. Parue en juillet comme son nom l'indique, elle est notamment compatible avec l'architecture ARM.

#### Ubuntu 10.10 (Maverick Meerkat)

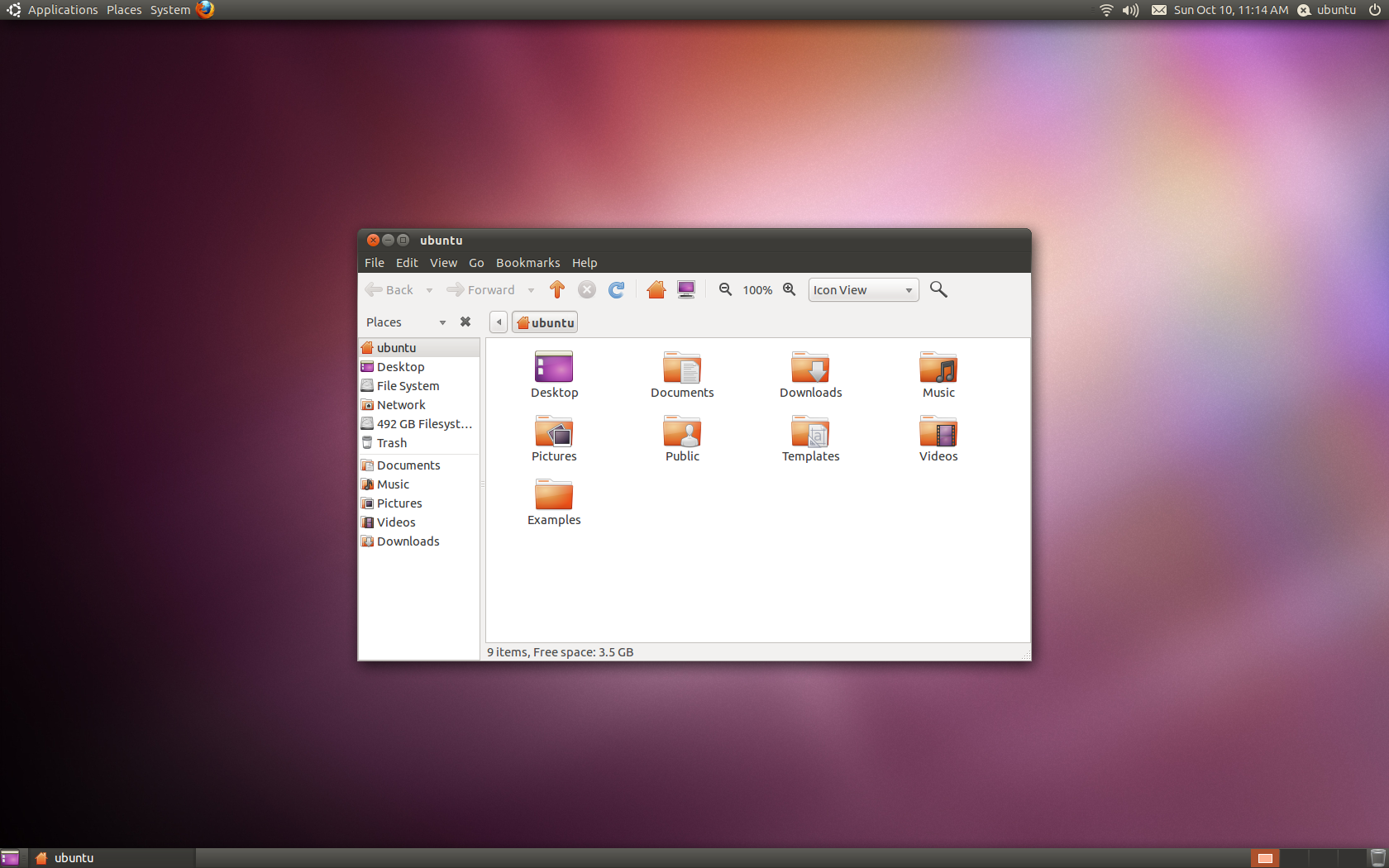
Ubuntu 10.10 (Maverick Meerkat)

Ubuntu 10.10 (Maverick Meerkat, en français « suricate non-conformiste ») a été annoncée le 2 avril 2010. Elle a été publiée le 10 octobre 2010,. C'est la treizième version de la distribution. Cette version est axée sur le changement, et de nombreuses nouveautés font leur apparition, avec d'abord une accentuation des services « Social from the Start » (littéralement : Social dès le départ), c'est-à-dire des logiciels interfonctionnels avec des services sociaux (Facebook…). Shotwell remplace F-Spot comme gestionnaire de photos par défaut. La logithèque Ubuntu se voit enrichie de nouvelles fonctionnalités, comme l'achat de logiciel, ou l'intégration d'un historique. La distribution utilise le noyau 2.6.35 et accueille GNOME en version 2.30/2.32 (selon les logiciels, les développeurs d'Ubuntu souhaitant retarder le passage à la version 3 de GTK+). Enfin, la version netbook intègre une toute nouvelle interface utilisateur, appelée Unity, et Kubuntu voit son navigateur remplacé par Rekonq.

#### Ubuntu 11.04 (Natty Narwhal)

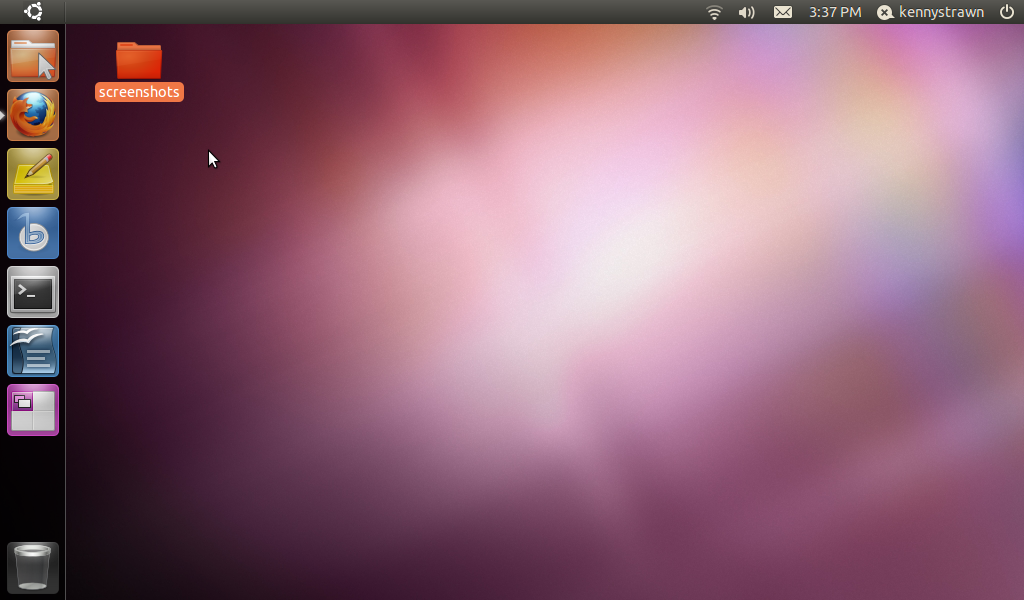
Ubuntu 11.04 (Natty Narwhal)

Ubuntu 11.04 (Natty Narwhal, en français « narval chic ») est la version de la distribution sortie le 28 avril 2011.
En termes d'environnements de bureau, elle n'inclut pas par défaut GNOME 3 (et donc gnome shell) mais Gnome 2.32. Elle se voit intégrer Unity, l'interface développée par Canonical et basée sur Compiz. La version de Unity qui était disponible sur Ubuntu Netbook Edition 10.10 était elle basée sur Mutter ; elle est dorénavant développée en Qt pour sa version 2D (version destinée au matériel sans accélération 3D), ce qui résout les problèmes de vitesse sur les petites configurations. Il n'y a donc pas d'édition netbook séparée : l'édition desktop est proposée pour les ordinateurs ultra-portables (à part pour certaines architectures minoritaires), avec au choix Gnome, Unity 2D ou Unity 3D.
Unity a été conçue dans le but de modifier entièrement la gestion de l'interface, afin de rendre la navigation du bureau plus intuitive et en offrant une « expérience utilisateur » nouvelle. Dans ce sens, la gestion des applications a été modifiée et se retrouve déplacée sur la gauche, avec l'apparition d'un nouveau type de lanceur « tout en un ». De plus, le tableau de bord du dessus contient les menus de la fenêtre active (à l'image de Mac OS X) lorsque celle-ci est maximisée, ainsi que les trois boutons de gestion de fenêtre, ceci afin de gagner en espace de visualisation logiciel. Le redimensionnement des fenêtres est facilité par l'ajout d'un coin cliquable en bas à droite des fenêtres, et par la fonction Aero snap qui permet de maximiser ou allouer la moitié de l'écran en glissant-déposant une fenêtre.
Au niveau logiciel, de nombreux changements sont à noter :
- Le navigateur Mozilla Firefox passe en version 4.0.
- À la suite du rachat de Sun Microsystems par Oracle Corporation en 2009, la communauté d'OpenOffice a décidé en septembre 2010 la création du fork LibreOffice au sein d'une organisation nommée The Document Foundation. La suite bureautique OpenOffice est ainsi remplacée par celle-ci dans les versions à partir de Natty Narwhal[104].
- Le lecteur de musique par défaut Rhythmbox est remplacé par Banshee[105]. De plus, il contient deux plateformes d'achat de musique par défaut : Amazon MP3 Store et Ubuntu One Music Store[106].
- La Logithèque Ubuntu (Ubuntu Software Center) est améliorée par la possibilité de noter et commenter les applications[107], ainsi que par la « suggestion de recherche » afin de rediriger l'utilisateur si une recherche n'a pas donné de résultat[108].
- Autres nouveautés, un panneau de contrôle d'Ubuntu One est inclus par défaut, et le logiciel de gestion de bureau à distance TSClient est également remplacé par Remmina[109].

Cette distribution utilise le noyau Linux 2.6.38

#### Ubuntu 11.10 (Oneiric Ocelot)

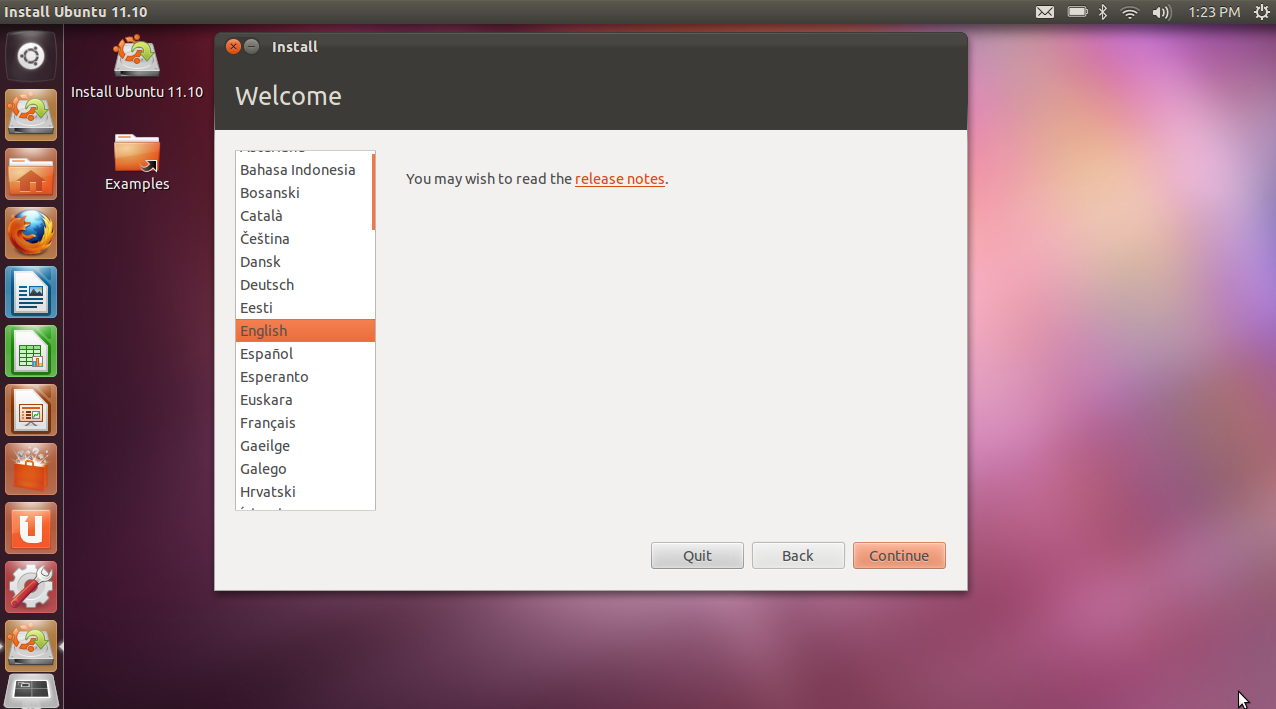
Ubuntu 11.10 (Oneiric Ocelot)

Ubuntu 11.10 (Oneiric Ocelot, en français « ocelot onirique ») est la version Ubuntu sortie le 13 octobre 2011. Il est à noter qu'elle marqua le huitième anniversaire d'Ubuntu.
Au niveau logiciel, de nombreux changements sont à noter :
- L'environnement de bureau GNOME passe en version 3.2 (sans Gnome Shell)
- Unity version 4.22 est l'environnement de bureau par défaut
- L'interface graphique GDM est remplacée par LightDM mais GDM est toujours disponible
- Le navigateur Web Mozilla Firefox passe en version 7.0
- La suite bureautique LibreOffice passe en version 3.4.3
- Le client de courriels Thunderbird devient le client par défaut en remplacement du client Evolution
- De plus le noyau Linux change de version majeure en passant à la 3.0

Cette version, qui propose déjà une amélioration concernant la version 3D de Unity, intègre maintenant la bibliothèque Qt. Unity 2D (développé en Qt) sera présent par défaut pour les ordinateurs sans accélération matérielle (typiquement les tablettes et les netbooks).

#### Ubuntu 12.04 LTS (Precise Pangolin)

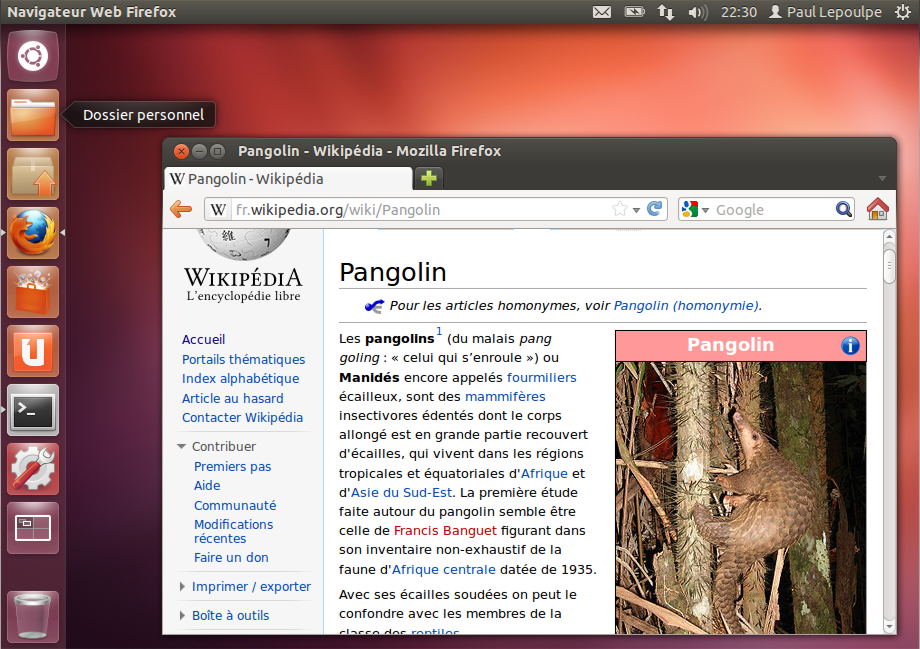
Ubuntu 12.04 (Precise Pangolin)

Ubuntu 12.04 (Precise Pangolin, en français « pangolin précis ») est la quatrième version LTS de la distribution, elle est sortie le 26 avril 2012.
Elle est la quatrième version avec un support à long terme (LTS) et sera supportée jusqu’au 28 avril 2017 pour les versions bureau et serveur (soit cinq ans de support contre trois ans auparavant pour les versions bureaux). Le lecteur de musique par défaut Rhythmbox réapparaît. Cette version utilise le noyau Linux 3.2

### Cycle 5, vers la versionTrusty Tahr14.04 LTS
Parmi les orientations annoncées on trouve la compatibilité avec les appareils portables type smartphone ou tablette et l'intégration des « services en ligne ».

#### Ubuntu 12.10 (Quantal Quetzal)

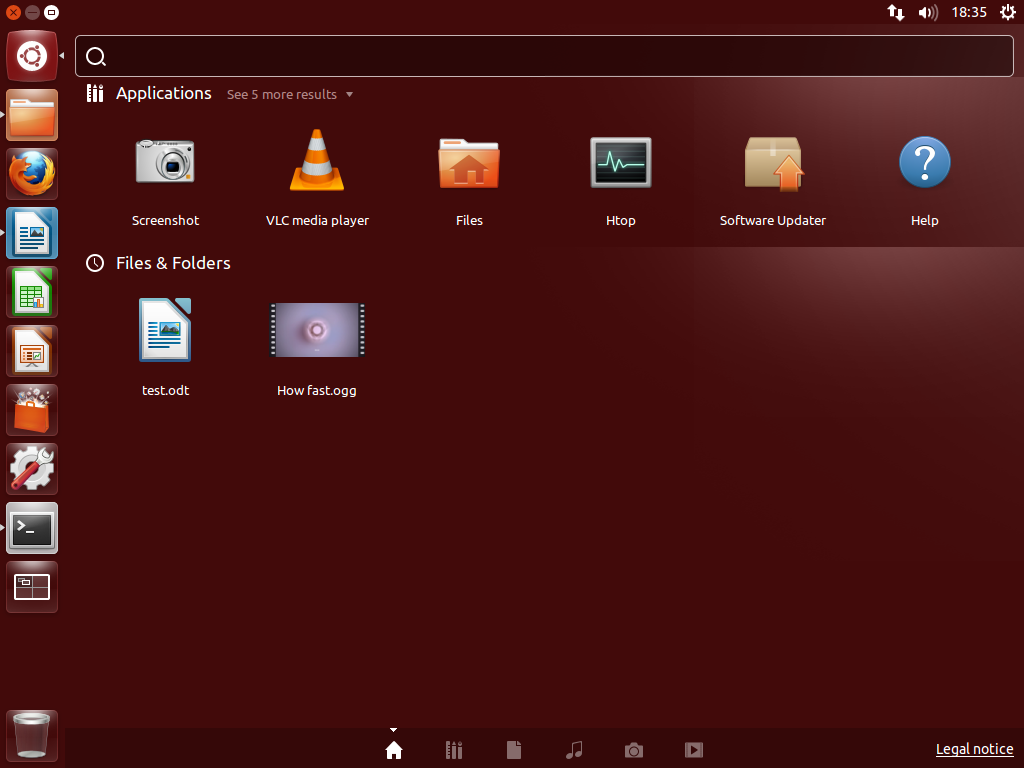
Ubuntu 12.10 (Quantal Quetzal)

Ubuntu 12.10 (Quantal Quetzal, en français « quetzal quantique ») est sortie le 18 octobre 2012.
Cette version initie le nouveau cycle vers la prochaine version LTS (14.04) avec entre autres objectifs l'intégration de services en ligne, ce qui se traduit par exemple par l'intégration de la recherche internet ou le lancement d'application web directement depuis l'interface du bureau.
Elle utilise le noyau Linux 3.5

#### Ubuntu 13.04 (Raring Ringtail)

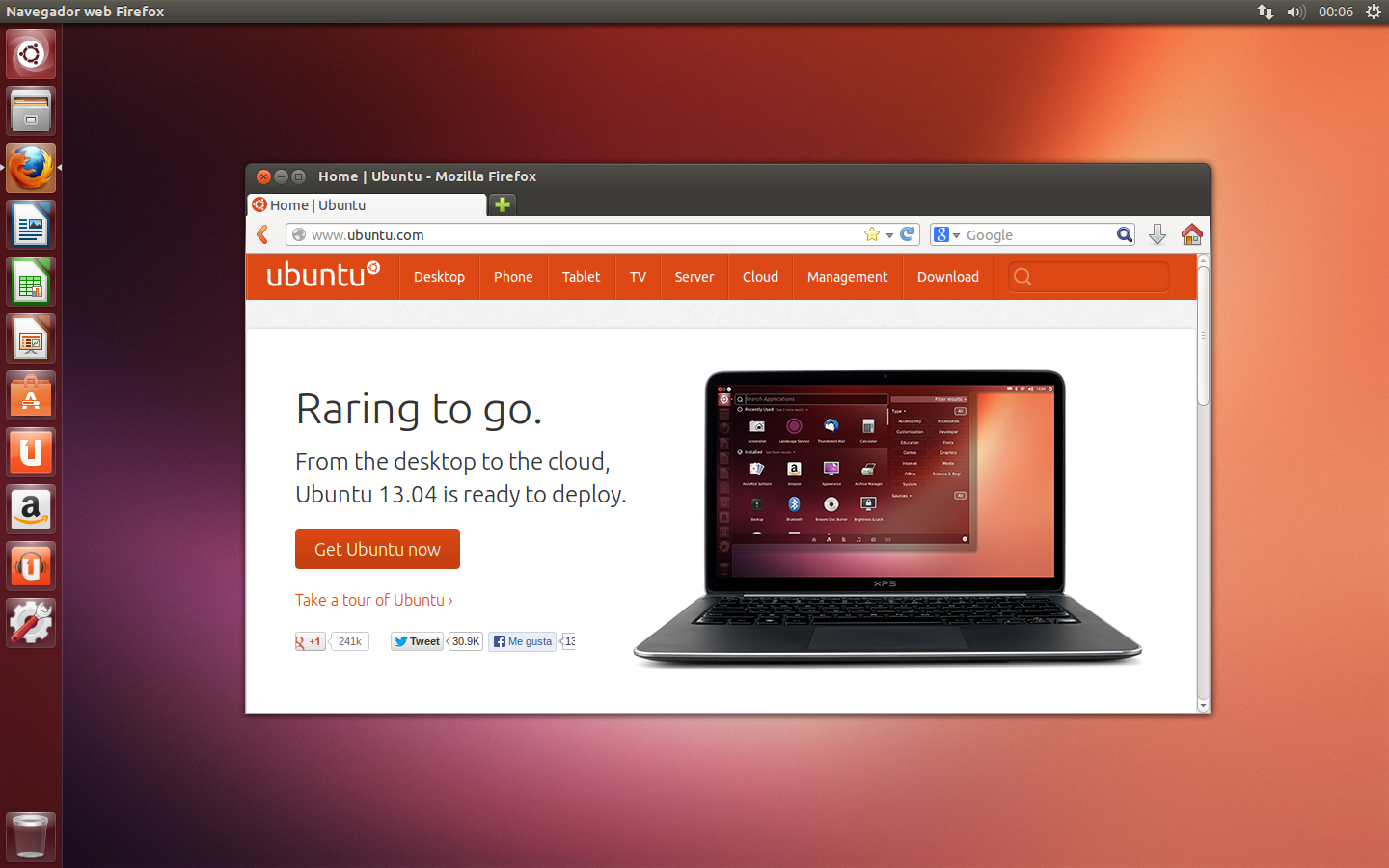
Ubuntu 13.04 (Raring Ringtail).

Ubuntu 13.04 (Raring Ringtail, en français « lémurien impatient ») est sortie le 25 avril 2013.
Elle est compatible avec les smartphones et tablettes, et une version avancée serait compatible avec la tablette Nexus 7 de Google.
Elle utilise le noyau Linux 3.8.
Le support des versions standards est passé de dix-huit à neuf mois. Cette version n'est plus supportée depuis le 27 janvier 2014

#### Ubuntu 13.10 (Saucy Salamander)

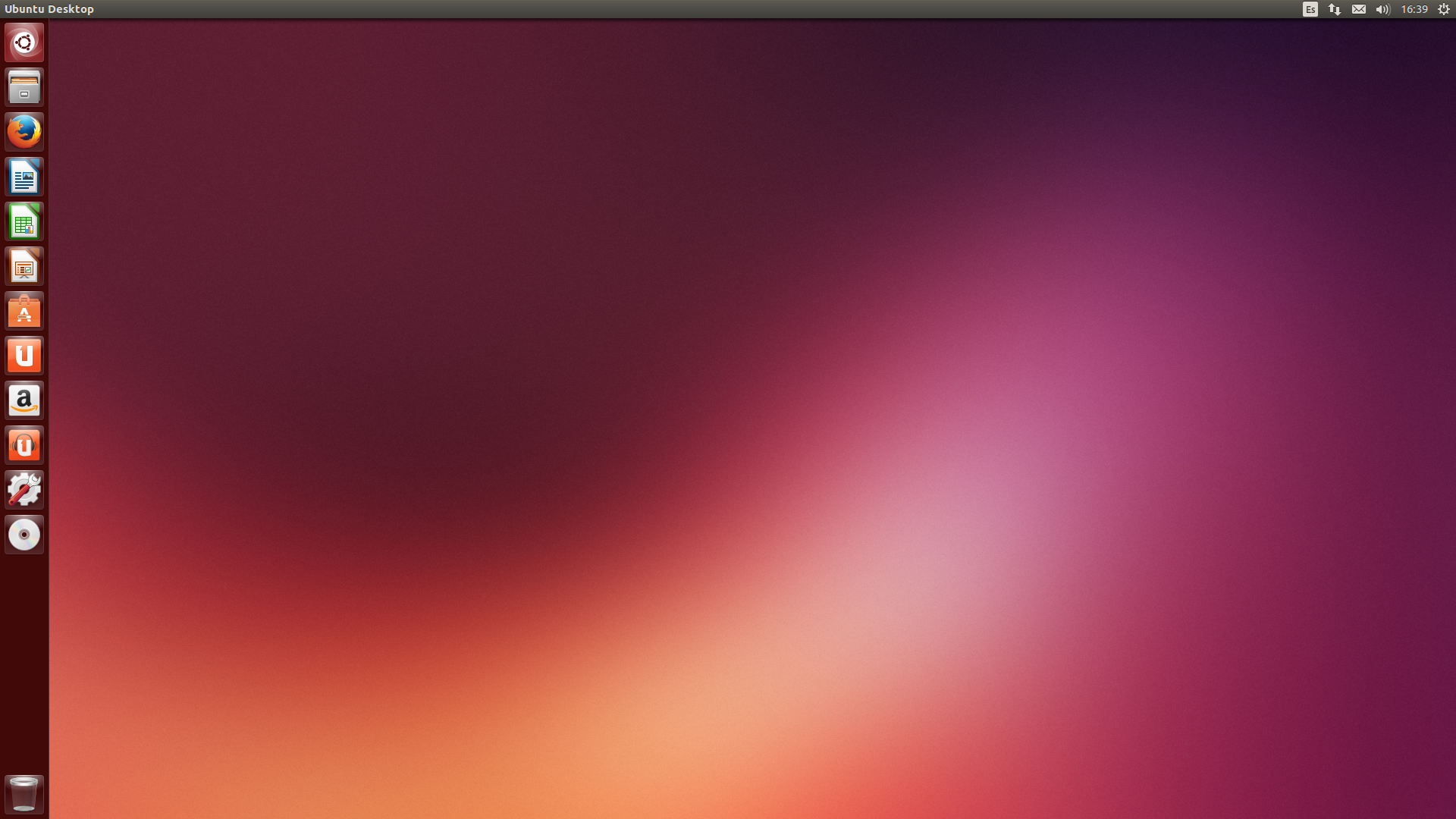
Ubuntu 13.10 (Saucy Salamander)

Ubuntu 13.10 (Saucy Salamander, en français « salamandre impertinente ») sortie le 17 octobre 2013.
La première version officielle d'Ubuntu destinée aux smartphones et aux tablettes (aussi nommée Ubuntu Touch) est publiée à la même date avec les mêmes nom et numéro de version. Les prochaines versions d'Ubuntu et d'Ubuntu Touch sortiront ensemble et devraient, à terme, fusionner.
Cette version utilise le noyau Linux 3.11.

#### Ubuntu 14.04 (Trusty Tahr)

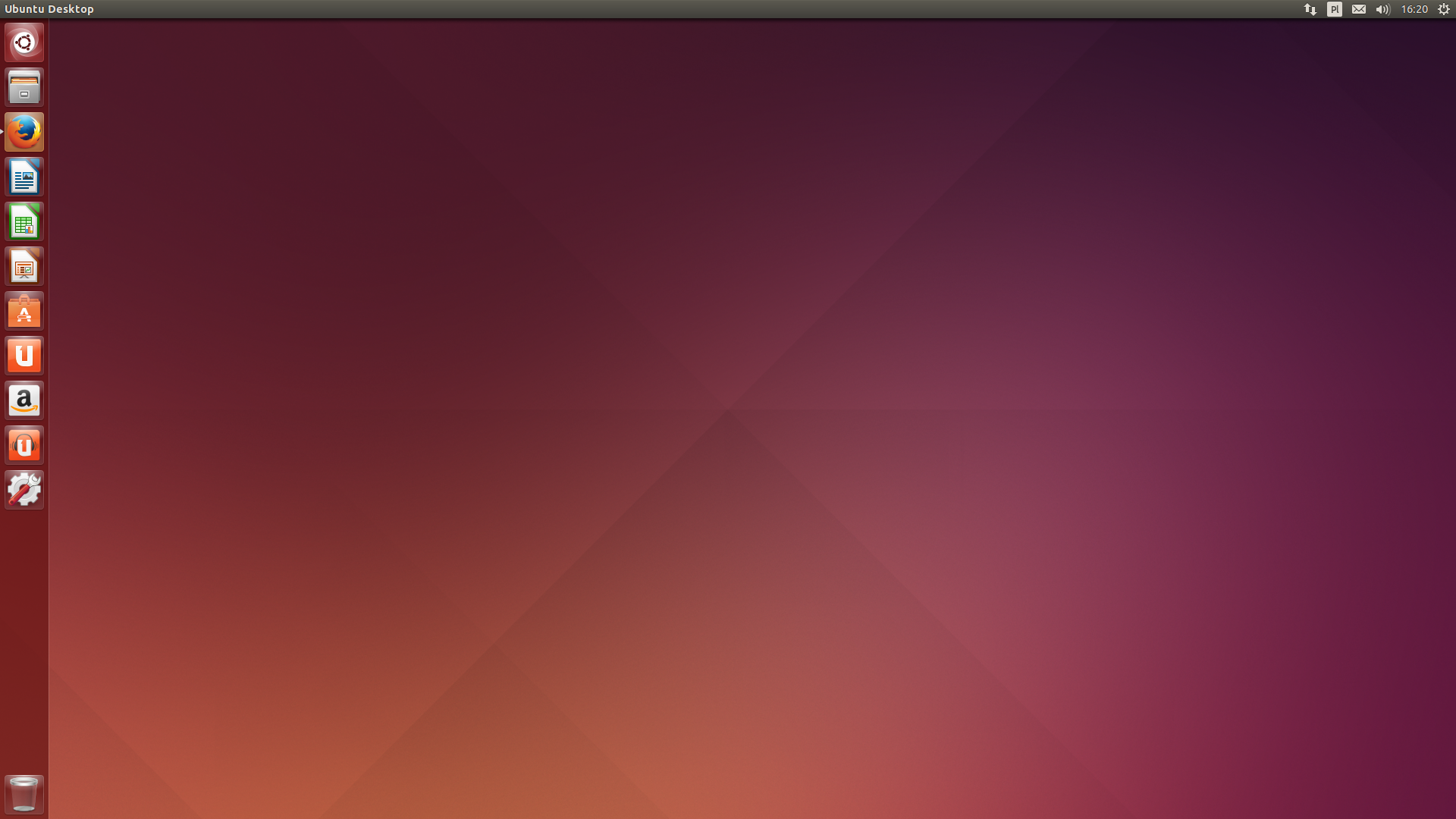
Ubuntu 14.04 LTS (Trusty Tahr).

Ubuntu 14.04 (Trusty Tahr, en français « tahr loyal ») est sorti le 17 avril 2014.
Cette version avec un support à long terme (LTS) marque la fin du cinquième cycle. Comme la dernière version LTS, elle sera supportée cinq ans (pour les versions bureau et serveur), soit jusqu’en avril 2019. Cette version utilise le noyau Linux 3.13.

### Cycle 6, vers la versionXenial Xerus16.04 LTS

#### Ubuntu 14.10 (Utopic Unicorn)

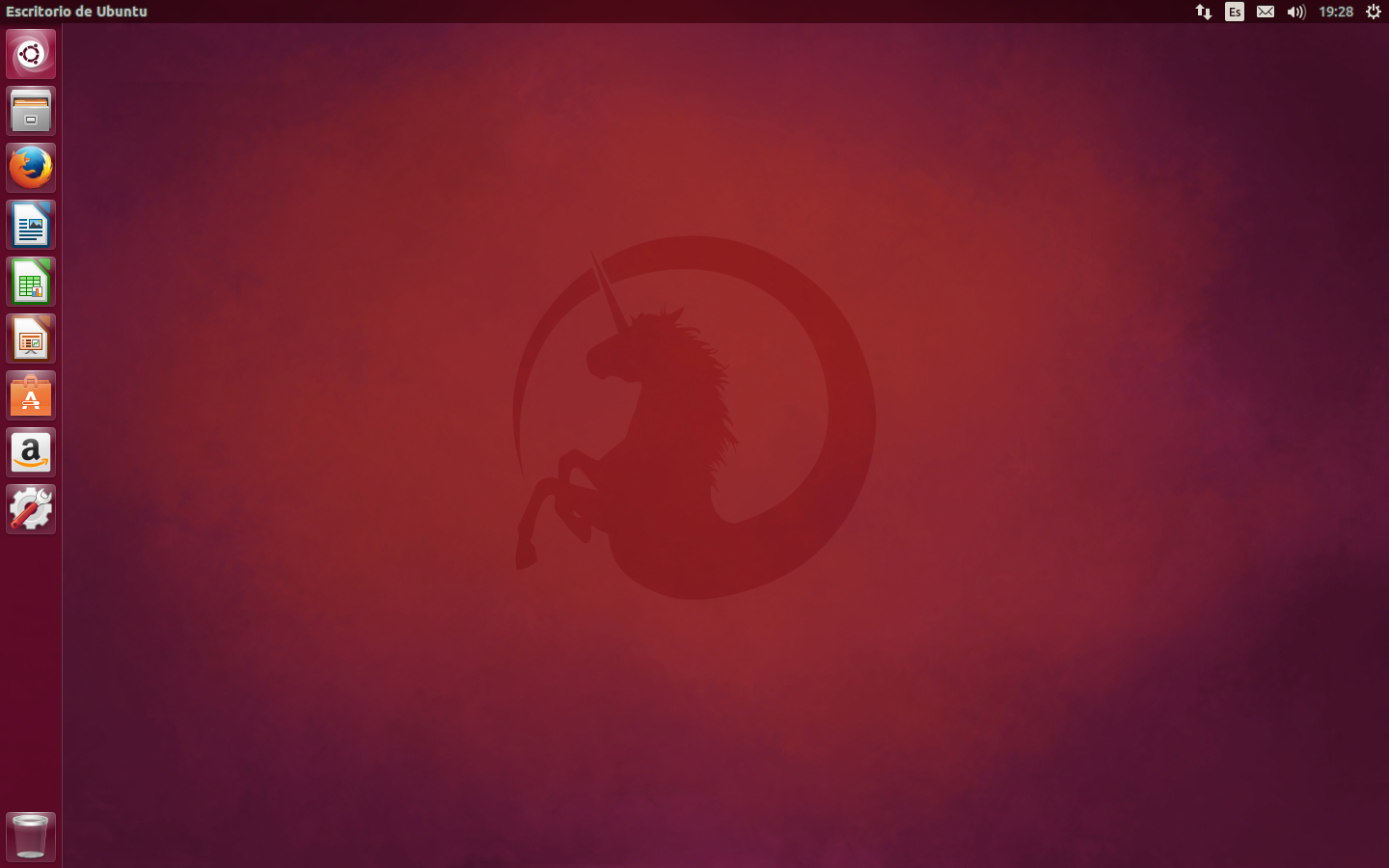
Ubuntu 14.10 (Utopic Unicorn)

Ubuntu 14.10 (Utopic Unicorn, en français « licorne utopique ») est la version d'Ubuntu publiée le 23 octobre 2014. Lors de l'annonce de cette version, Mark Shuttleworth a demandé aux développeurs d'être créatifs et d'utiliser des « idées neuves » pour la rendre innovante. Les développeurs auraient déjà pensé à réinstaurer les tableaux de bord à la façon Gnome ainsi que de nombreux moyens de personnaliser la barre de lancement d'Unity. Cette version utilise le noyau Linux 3.16.

#### Ubuntu 15.04 (Vivid Vervet)

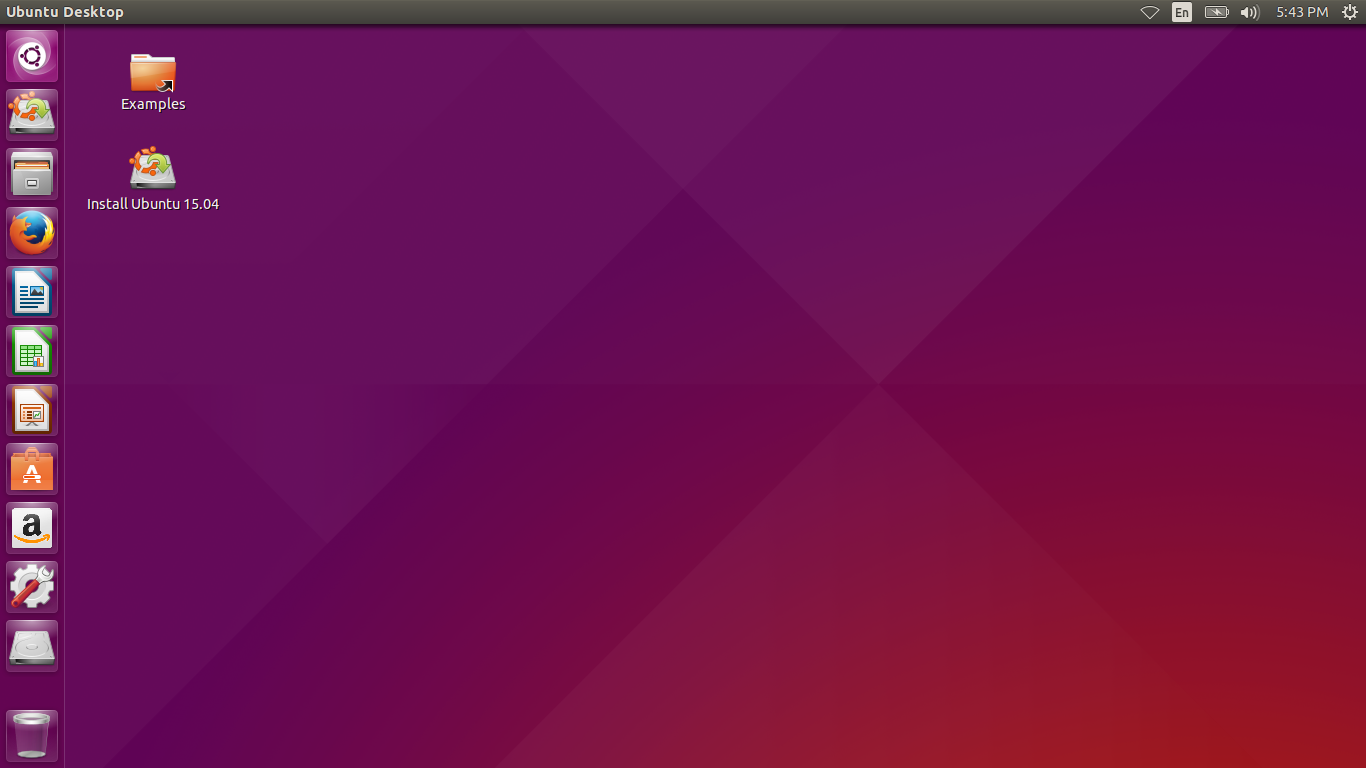
Ubuntu 15.04 (Vivid Vervet)

Ubuntu 15.04 (Vivid Vervet, en français « singe vert vif ») a été publiée le 23 avril 2015. Son objectif, selon Mark Shuttleworth, est d'être utilisable sur PC, tablettes, smartphones et objets connectés. Il utilise le noyau 3.19 et la version 7 de Unity.

#### Ubuntu 15.10 (Wily Werewolf)

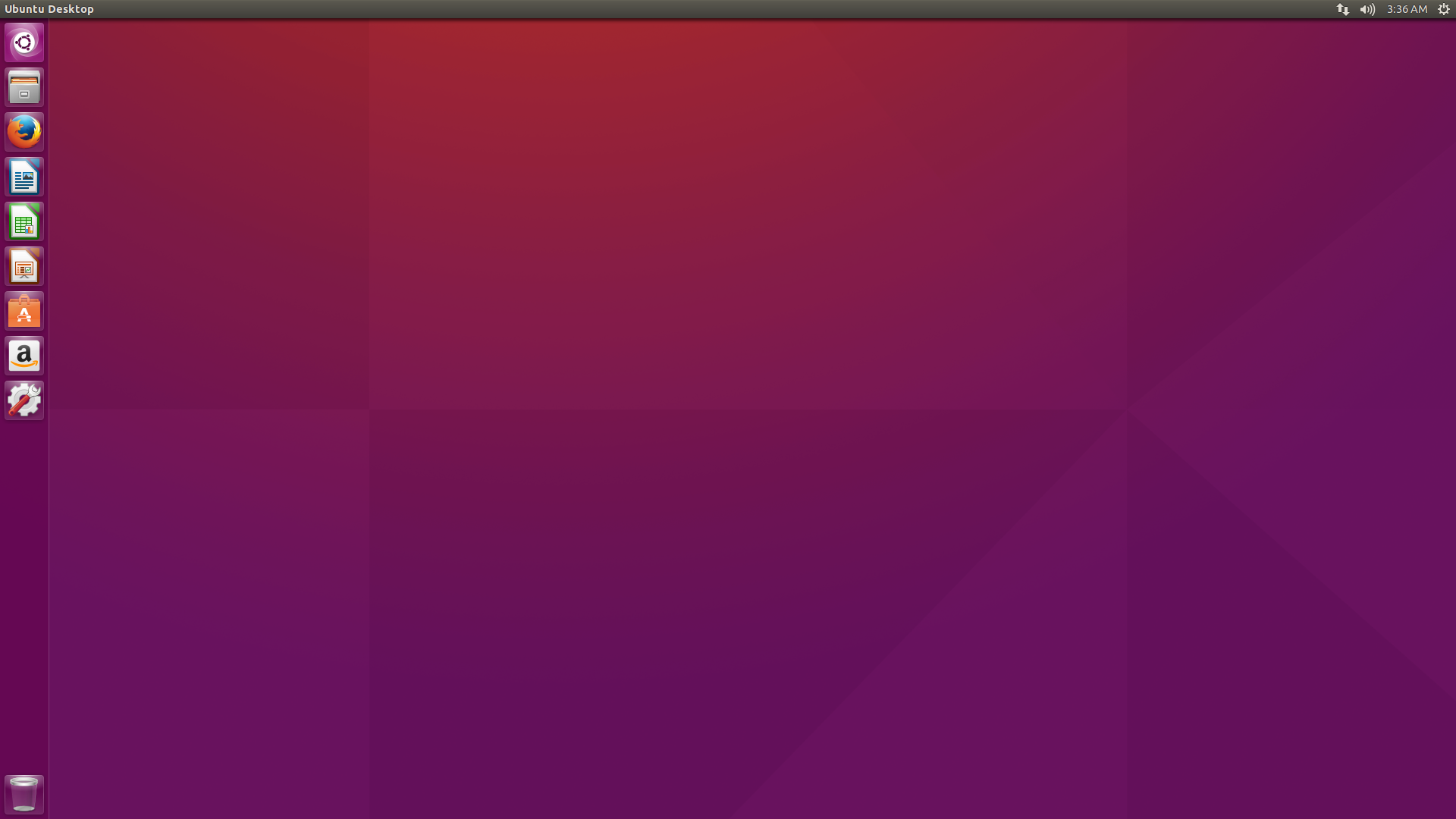
Ubuntu 15.10 (Wily Werewolf)

Ubuntu 15.10 (Wily Werewolf, en français « loup-garou rusé ») a été publiée le 22 octobre 2015,. Il a pour objectif de rapprocher encore les expériences utilisateurs sur PC et sur smartphone. Cette version intègre Snappy. Remplace GCC 4 par GCC 5. Elle tourne sur la version 4.2 du noyau Linux, utilise la version 7.3.3 de Unity, et intègre la version 5.0.2 de LibreOffice offrant ainsi une meilleure compatibilité avec Microsoft Office.

#### Ubuntu 16.04 LTS (Xenial Xerus)

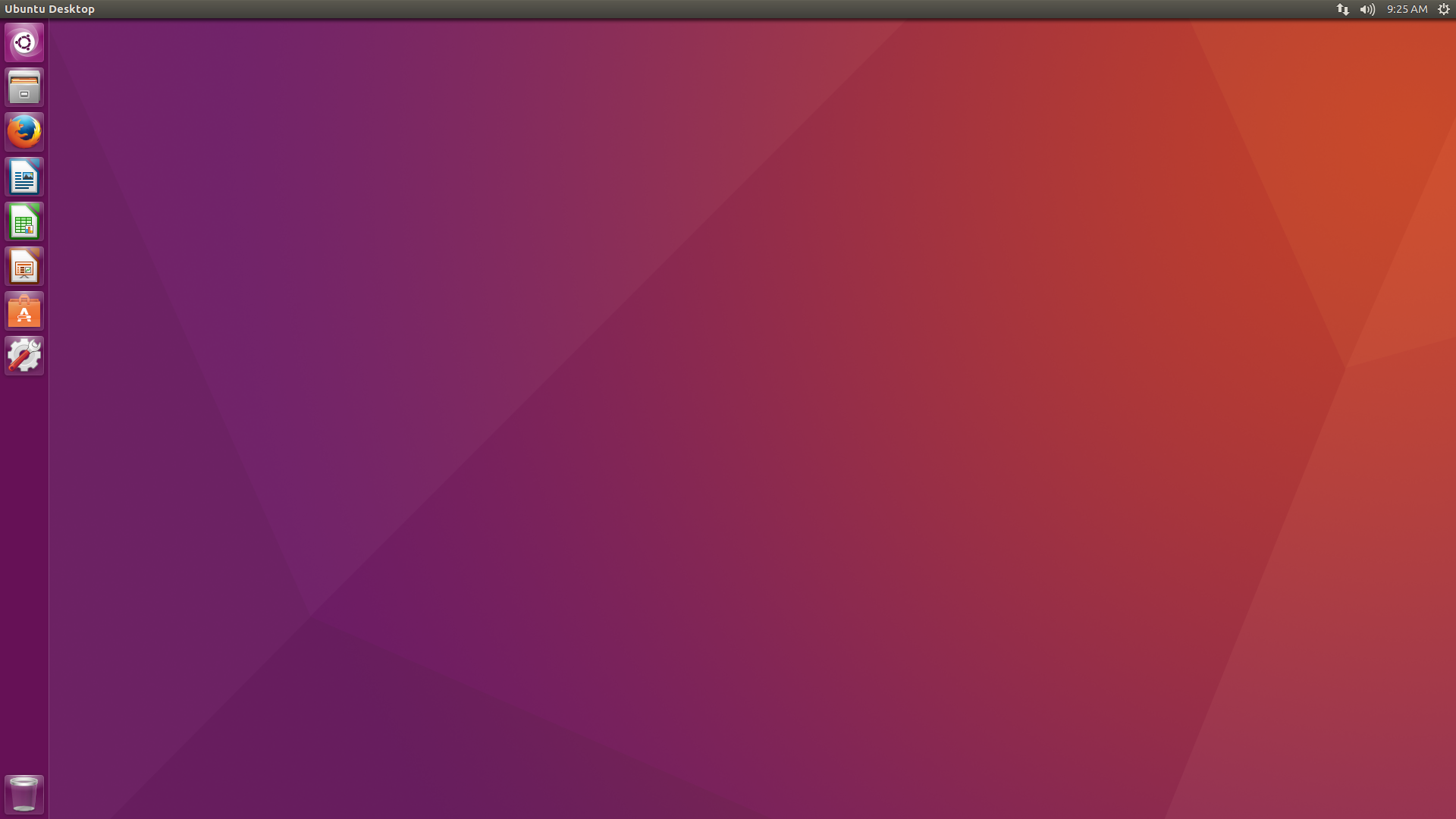
Ubuntu 16.04 (Xenial Xerus)

Ubuntu 16.04 LTS (Xenial Xerus, en français « xerus accueillant ») est sortie le 21 avril 2016.
Cette version avec un support à long terme (LTS) marque la fin du sixième cycle. Comme la dernière version LTS, elle est supportée cinq ans (pour les versions bureau et serveur), soit jusqu’en avril 2021.
Elle utilise le noyau Linux 4.4.2 (LTS également), Unity 7 (mais propose en option Unity 8). Elle offre la possibilité d'utiliser le système de fichiers 128 bits ZFS, CephFS, et supporte l'API graphique Vulkan, la gestion des paquets Snap et voit le remplacement de la logithèque Ubuntu par celle issue de l'environnement GNOME.

### Cycle 7, vers la versionBionic Beaver18.04 LTS

#### Ubuntu 16.10 (Yakkety Yak)

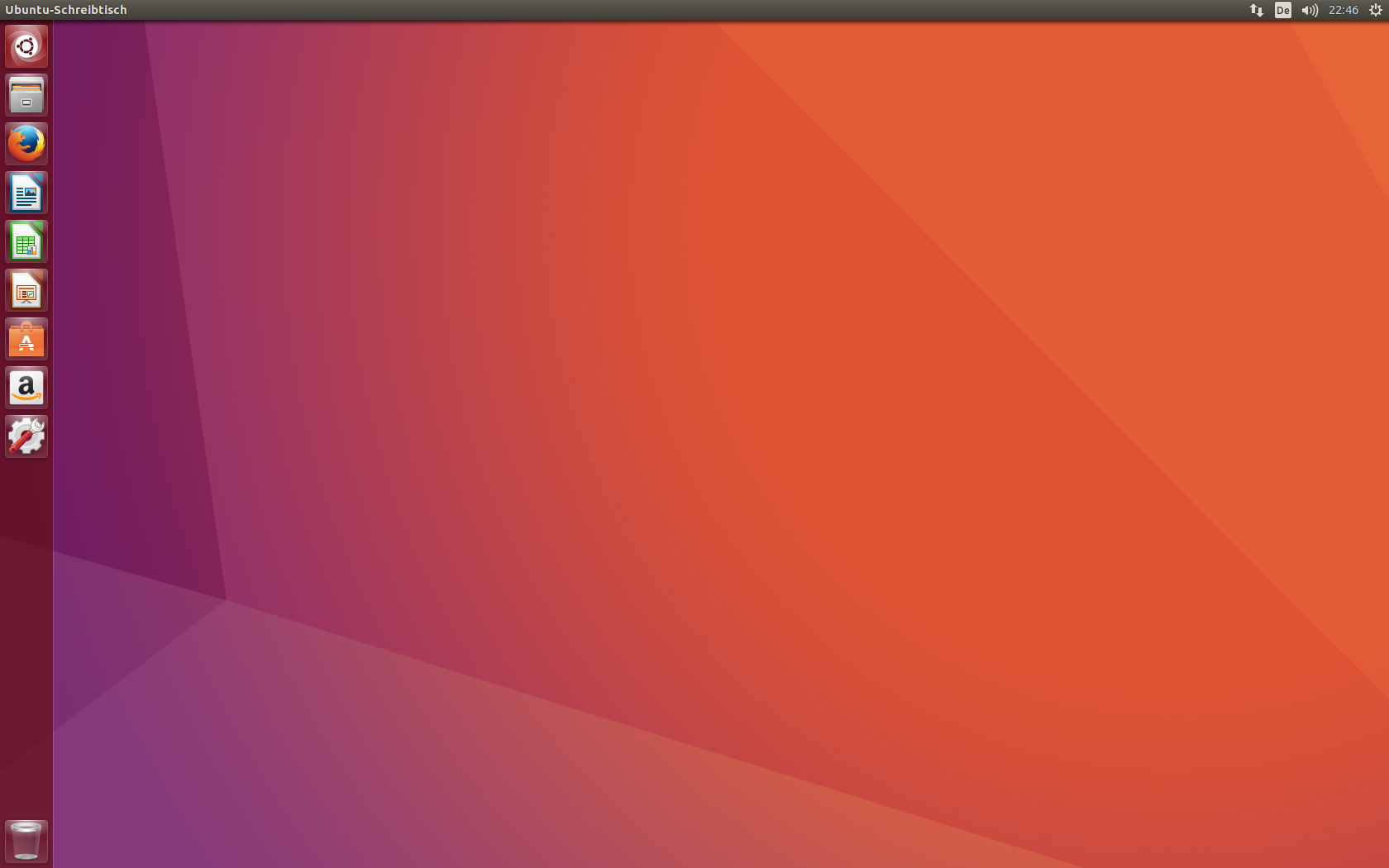
Ubuntu 16.10 (Yakkety Yak)

Ubuntu 16.10 (Yakkety Yak, en français « Yak bavard, verbeux ») est sortie le 13 octobre 2016.
Cette version utilise le noyau Linux 4.8 et contient de nouveaux pilotes mis à jour, il s'agit davantage d'une version de maintenance que d'une évolution majeure.

#### Ubuntu 17.04 (Zesty Zapus)

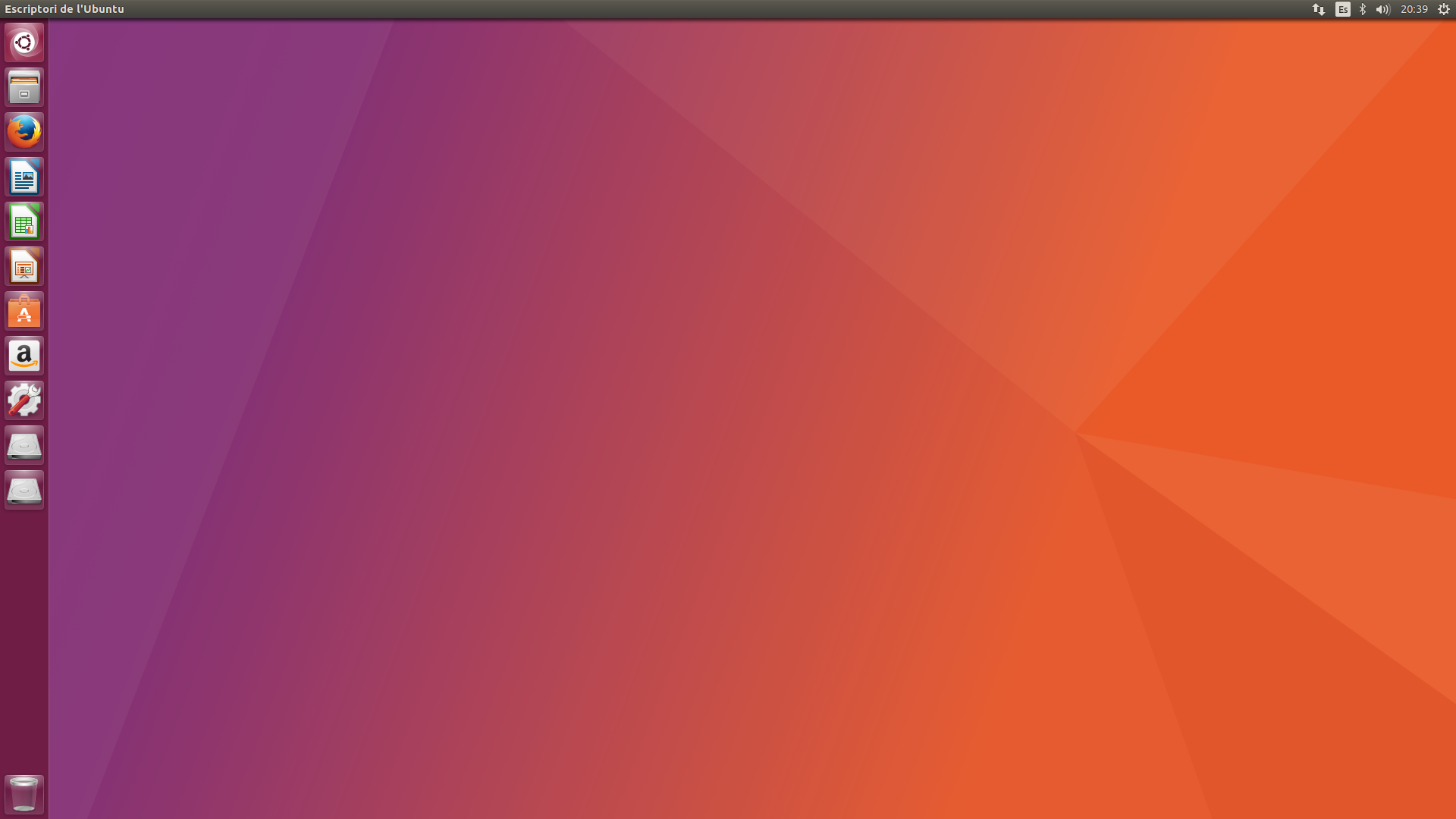
Ubuntu 17.04 (Zesty Zapus)

Ubuntu 17.04 (Zesty Zapus, en français « Zapus vif ») est sortie le 13 avril 2017. Elle intègre le noyau Linux 4.10, et utilise par défaut LibreOffice 5.3. Elle améliore également le support du serveur graphique Wayland.
À partir de cette version, le swap n'est plus une partition mais un fichier situé dans /swapfile sauf si une ancienne partition swap est détectée à l'installation.

#### Ubuntu 17.10 (Artful Aardvark)

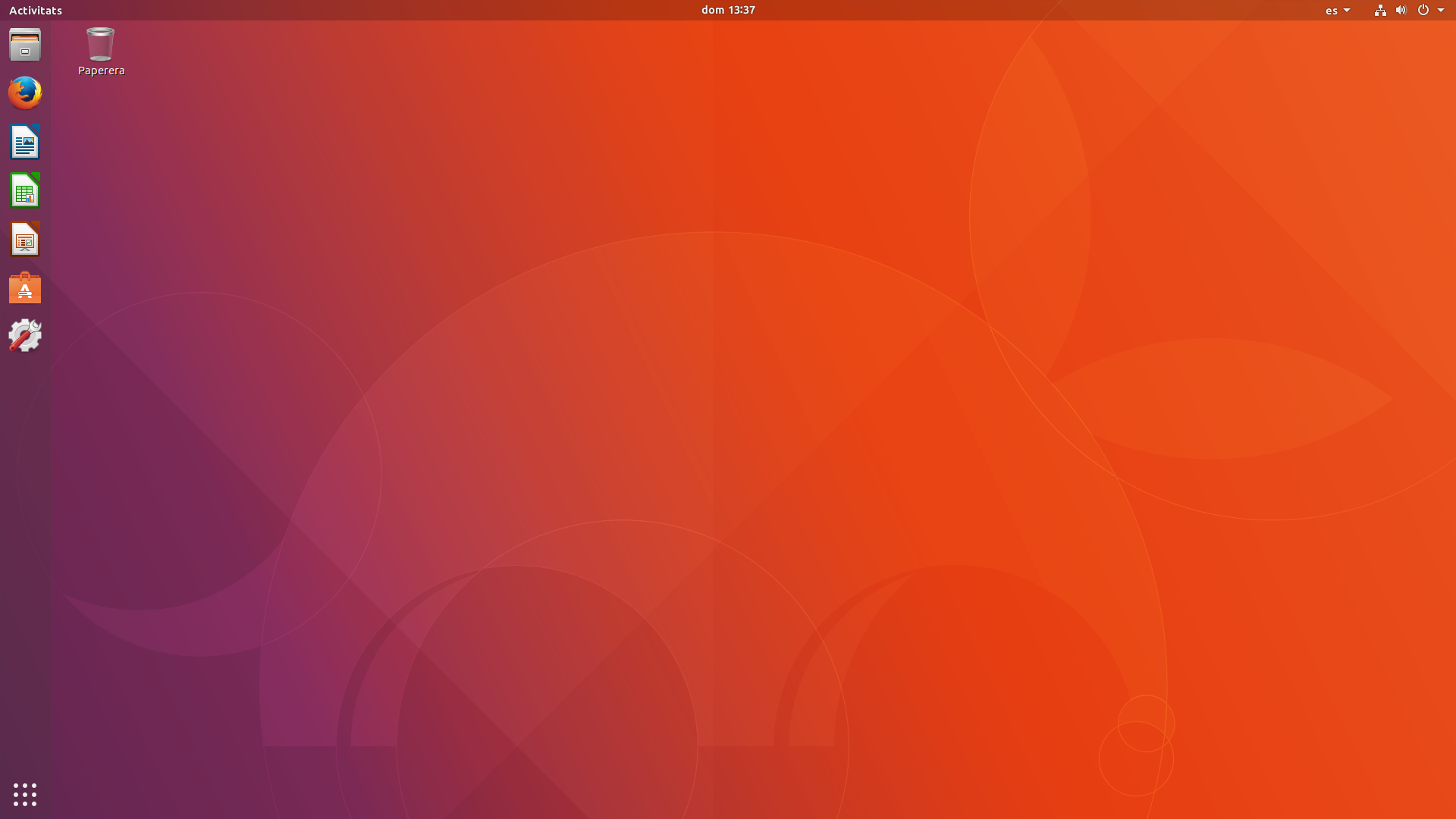
Ubuntu 17.10 (Artful Aardvark)

Ubuntu 17.10 (Artful Aardvark, en français « Oryctérope du Cap astucieux ») est sortie le 19 octobre 2017. C'est la première version avec le nouveau bureau sous Gnome Shell qui remplace l'ancien environnement Unity, jusque là Gnome était seulement employé par la variante Ubuntu GNOME (distribution dérivée d'Ubuntu). Ce remplacement implique le retour des boutons d'action fermer/réduire/plein écran des fenêtres à droite, comme dans tous les autres bureaux Linux.

#### Ubuntu 18.04 LTS (Bionic Beaver)

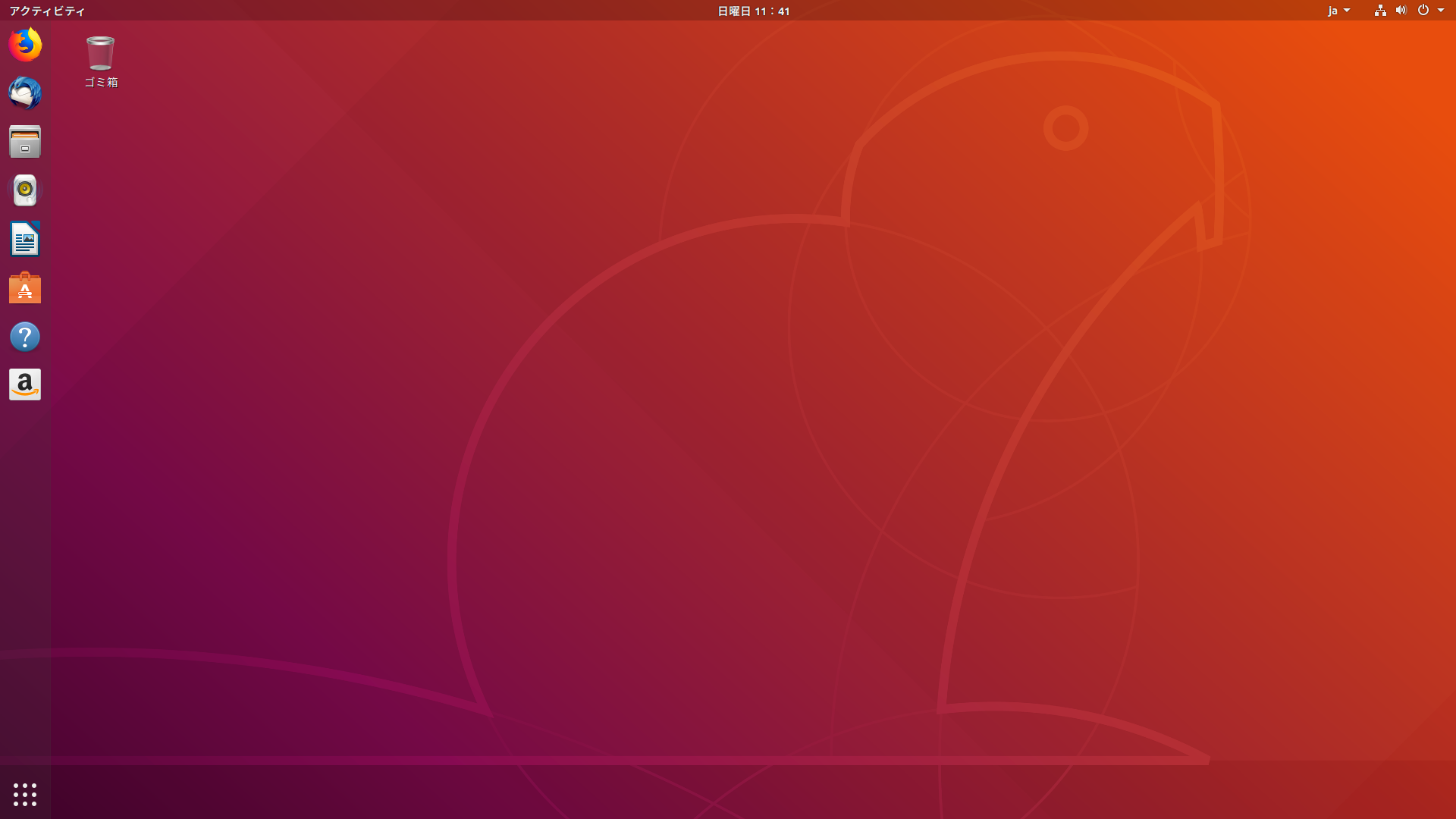
Ubuntu 18.04 (Bionic Beaver)

Ubuntu 18.04 LTS (Bionic Beaver, en français « Castor bionique ») est sortie le 26 avril 2018. Elle intègre le noyau Linux 4.15, et opère un retour au serveur graphique X.Org par défaut. Pour cette nouvelle version LTS, Mark Shuttleworth a annoncé l'abandon d'Unity pour revenir à l'interface Gnome, parallèlement à l'abandon de la convergence avec les mobiles. Il est à noter que l'abandon d'Unity a commencé dès la version précédente (17.10).

### Cycle 8, vers la versionFocal Fossa20.04 LTS

#### Ubuntu 18.10 (Cosmic Cuttlefish)

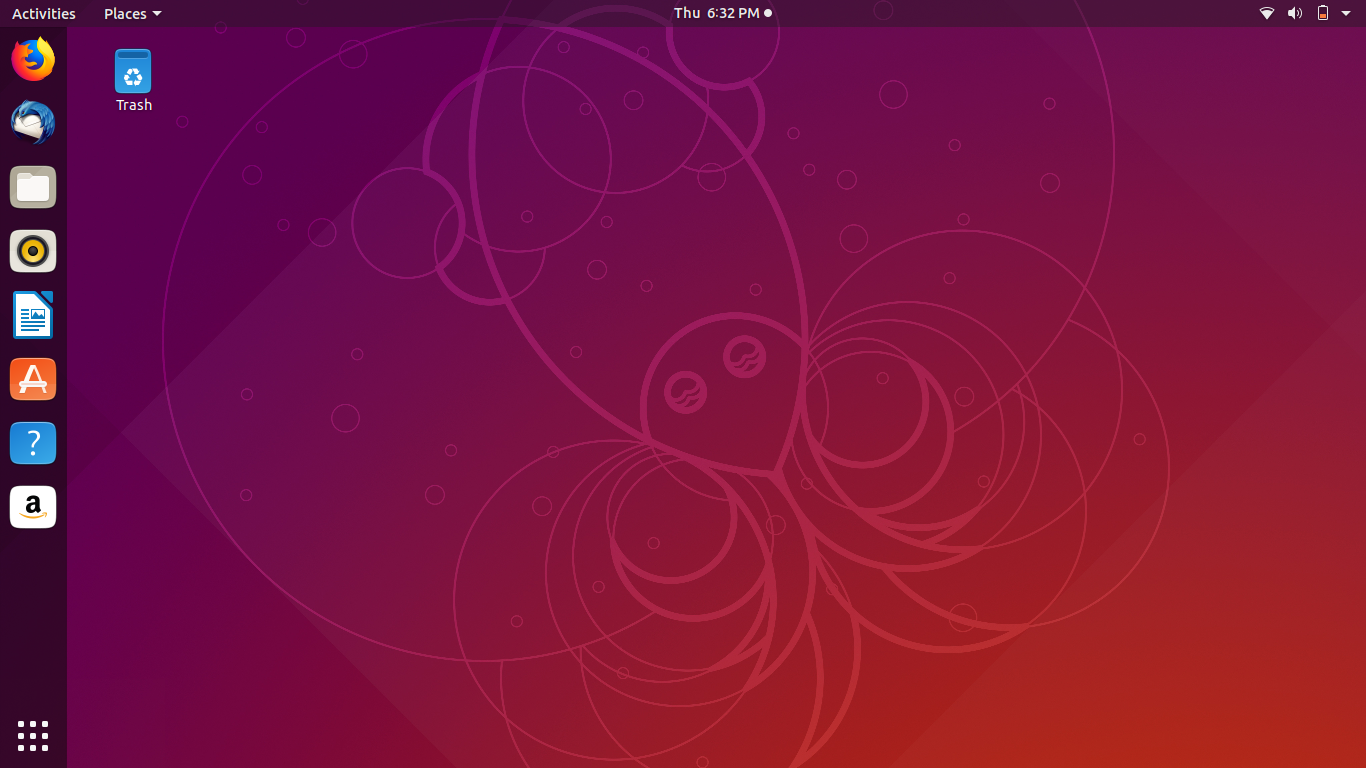
Ubuntu 18.10 (Cosmic Cuttlefish)

Ubuntu 18.10 (Cosmic Cuttlefish, en français « seiche cosmique ») est sortie le 18 octobre 2018. Elle intègre le noyau Linux 4.18, et démarre plus vite grâce à l'algorithme de compression LZ4. La nouvelle version intègre l'interface GNOME 3.30 et contient un nouveau thème baptisé Yaru ; elle offre également une meilleure intégration des paquets snaps et inclut de nouvelles versions de ses programmes les plus utilisés comme Thunderbird, Firefox ou LibreOffice.

#### Ubuntu 19.04 (Disco Dingo)

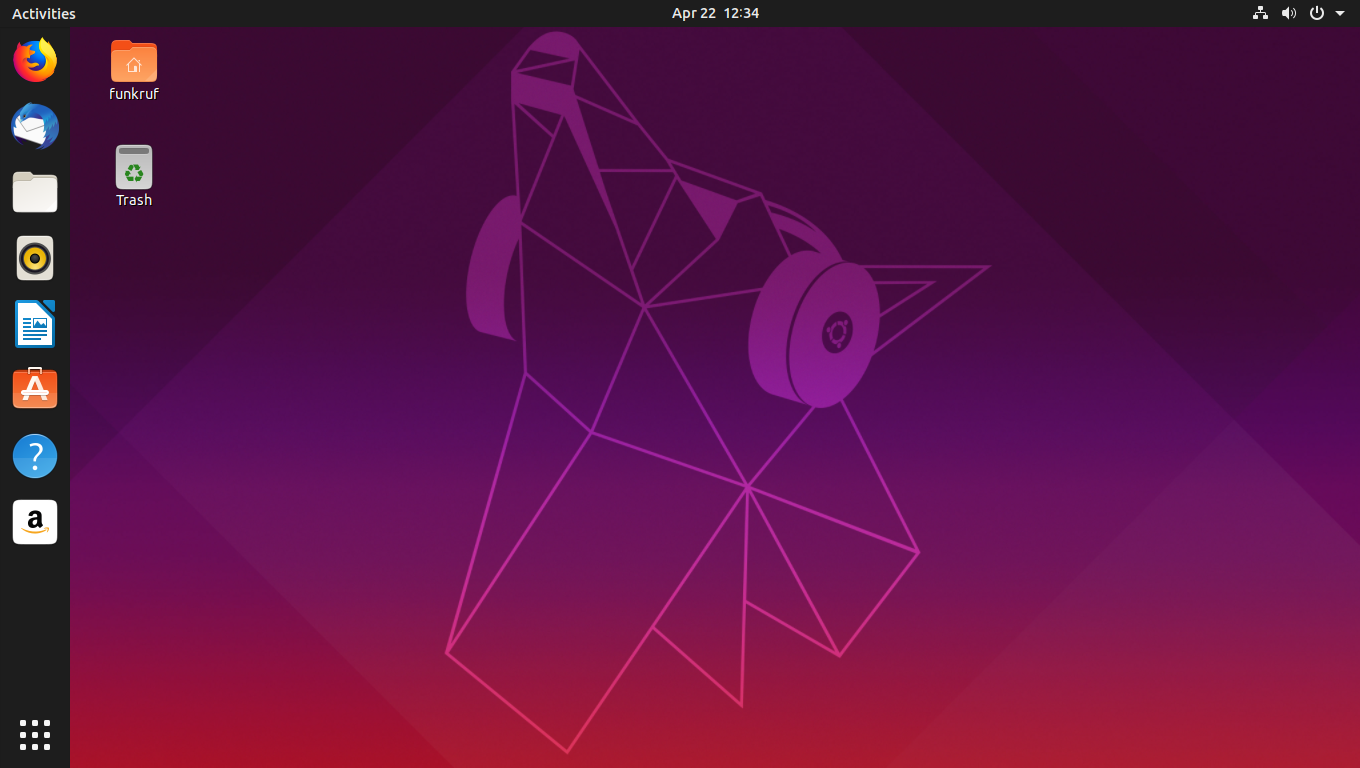
Ubuntu 19.04 (Disco Dingo)

Ubuntu 19.04 (Disco Dingo, en français « dingo disco ») est sortie le 18 avril 2019. Elle intègre le noyau Linux 5.0, l'interface GNOME 3.32, Mesa 19.0 et GSConnect, l'implémentation de KDE Connect pour le GNOME Shell. Cette version ajoute également le service Livepatch de Canonical permettant de mettre à jour le noyau sans redémarrer. Les icônes du thème Yaru ont été redessinées.

#### Ubuntu 19.10 (Eoan Ermine)

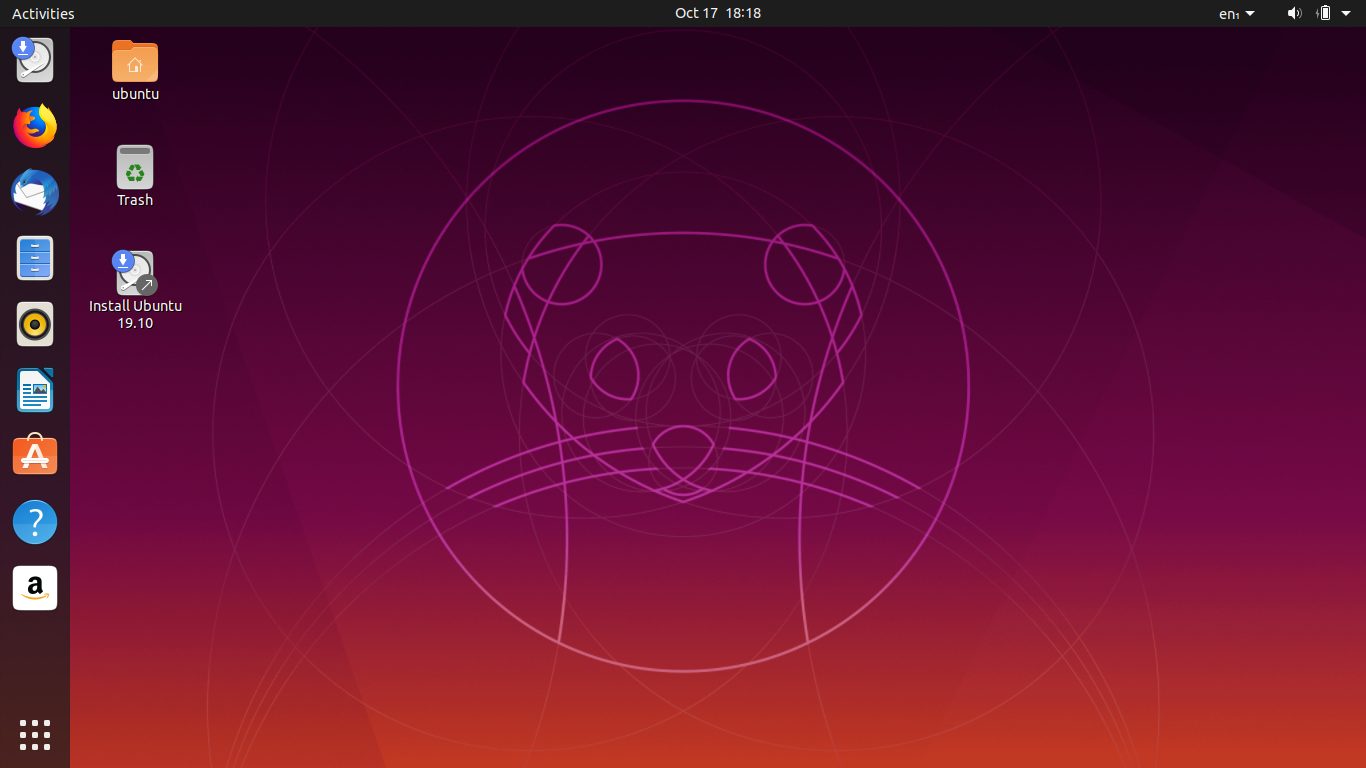
Ubuntu 19.10 (Eoan Ermine)

Ubuntu 19.10 (Eoan Ermine, en français « hermine de l'aube ») est sortie le 17 octobre 2019. Elle intègre quelques mises à jour dont le noyau Linux 5.3 et GNOME 3.34, ainsi qu'un nouveau thème Yaru plus léger et un meilleur support de ZFS. C'est une version de maintenance destinée à préparer la version 20.04 qui est la prochaine version LTS du système.

#### Ubuntu 20.04 LTS (Focal Fossa)

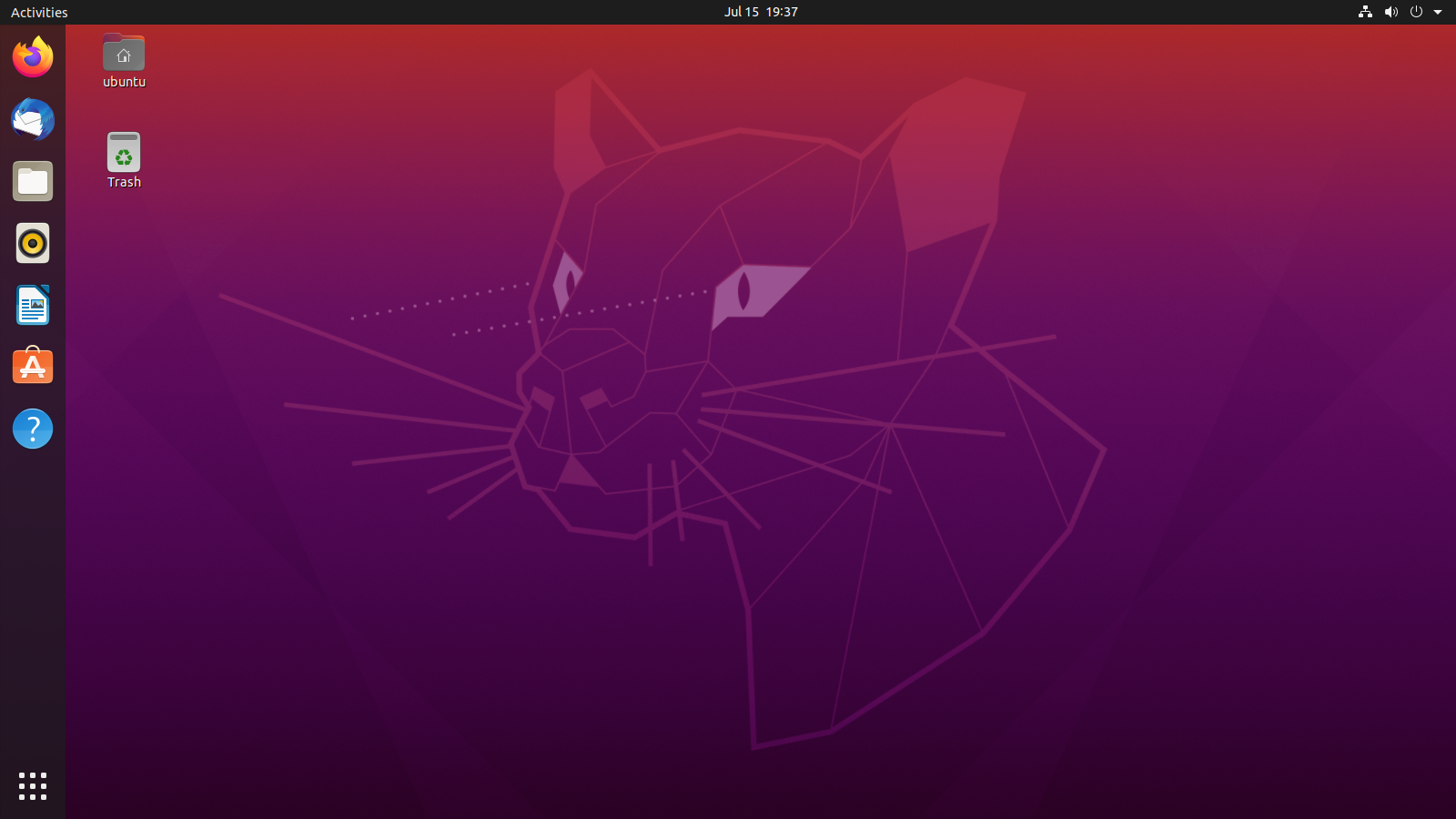
Ubuntu 20.04 (Focal Fossa)

Ubuntu 20.04 LTS (Focal Fossa, en français « fossa focal ») est sortie le 23 avril 2020. Elle inclut le noyau Linux 5.4 et GNOME 3.36.
La version apporte un mode sombre, une amélioration des performances par rapport à la version précédente, le changement de design du menu de verrouillage ainsi que la suppression des applications Amazon.

### Cycle 9, vers la versionJammy Jellyfish22.04 LTS

#### Ubuntu 20.10 (Groovy Gorilla)

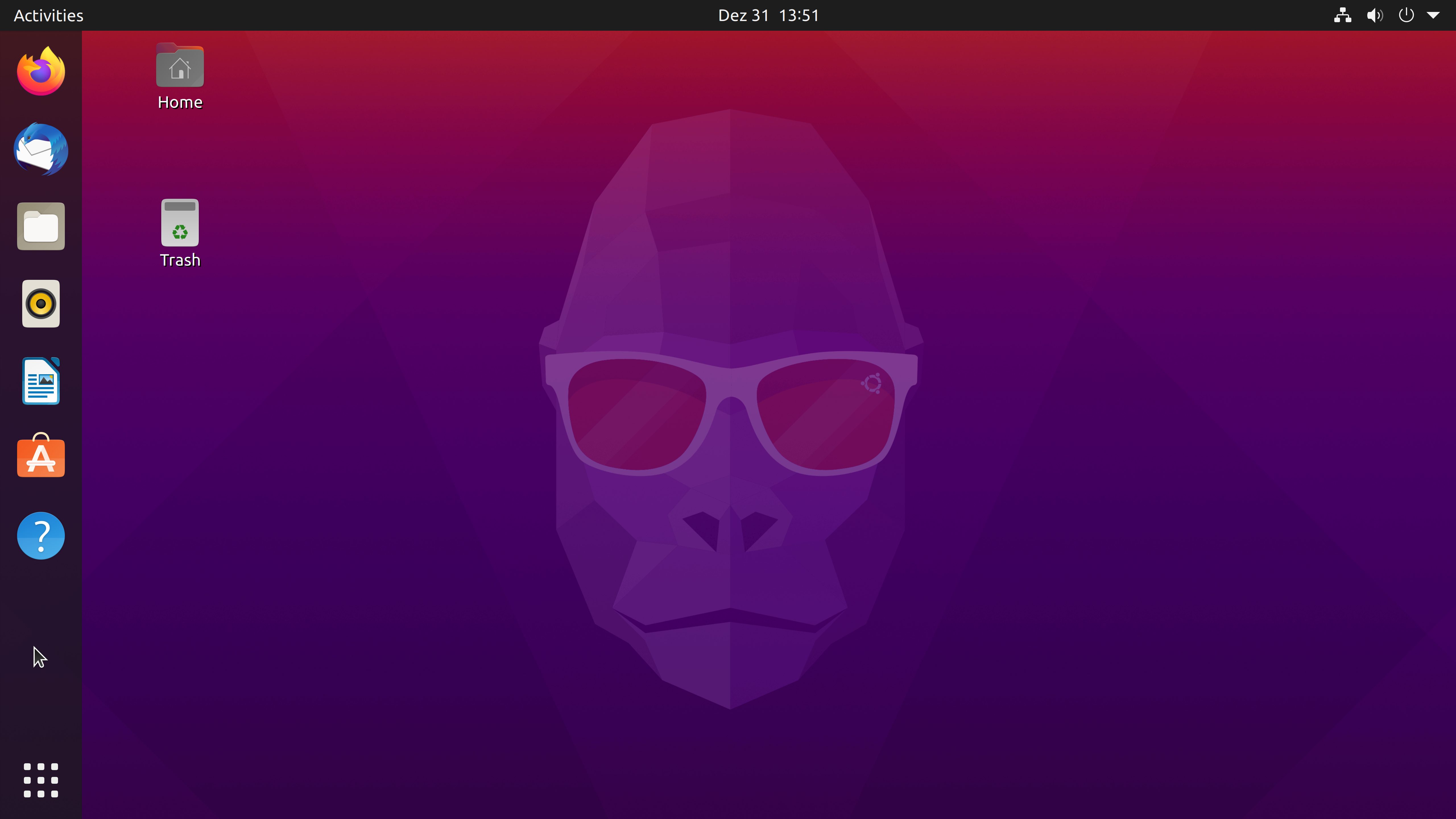
Ubuntu 20.10 (Groovy Gorilla).

Ubuntu 20.10 (Groovy Gorilla, en français « gorille sensationnel ») est sortie le 22 octobre 2020. Elle inclut GNOME 3.38, le noyau 5.8, LibreOffice 7 et contient essentiellement des évolutions de maintenance.

#### Ubuntu 21.04 (Hirsute Hippo)

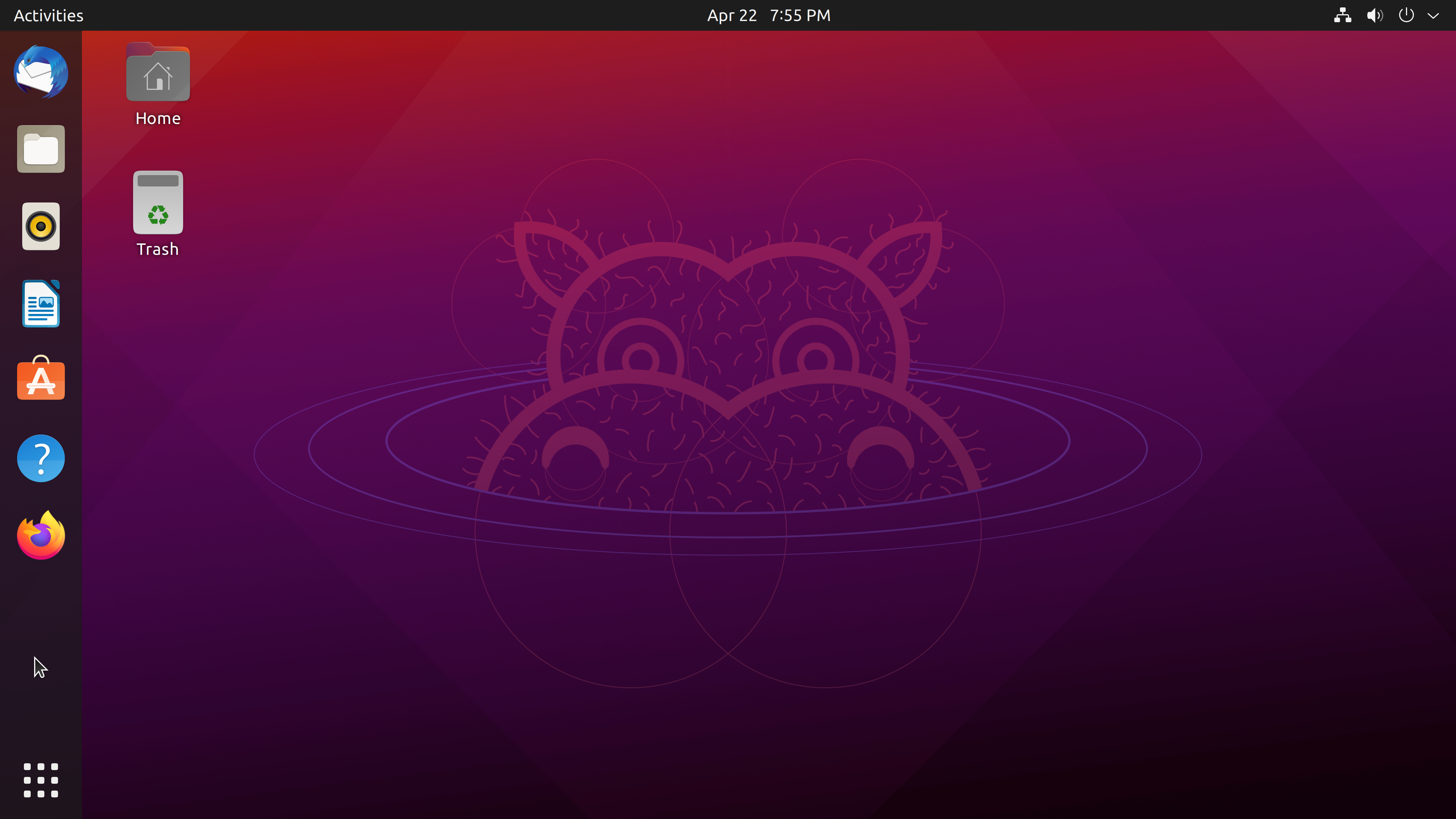
21.04 (Hirsute Hippo).

Ubuntu 21.04 (Hirsute Hippo, en français « hippopotame hirsute ») est sortie le 22 avril 2021. Cette version intermédiaire (non LTS, supportée neuf mois) tente un retour au serveur d'affichage Wayland par défaut, elle intègre le noyau 5.11 et conserve GNOME 3.38 malgré la sortie quasiment simultanée de GNOME 40.

#### Ubuntu 21.10 (Impish Indri)

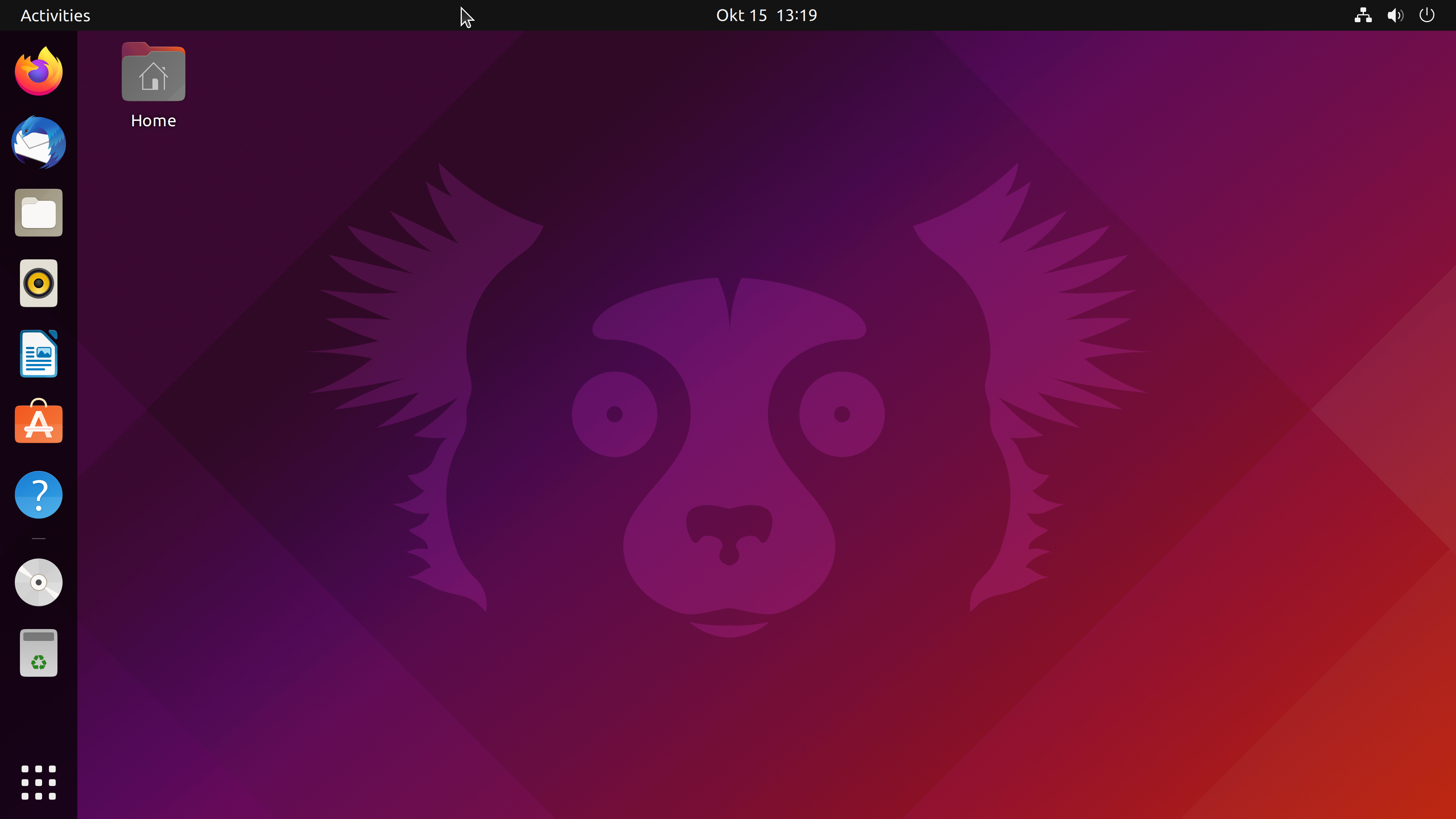
21.10 Impish Indri

Ubuntu 21.10 (Impish Indri, en français « babakoto espiègle ») est sortie le 14 octobre 2021.
Elle intègre GNOME 40, le noyau Linux 5.13.

#### Ubuntu 22.04 LTS (Jammy Jellyfish)

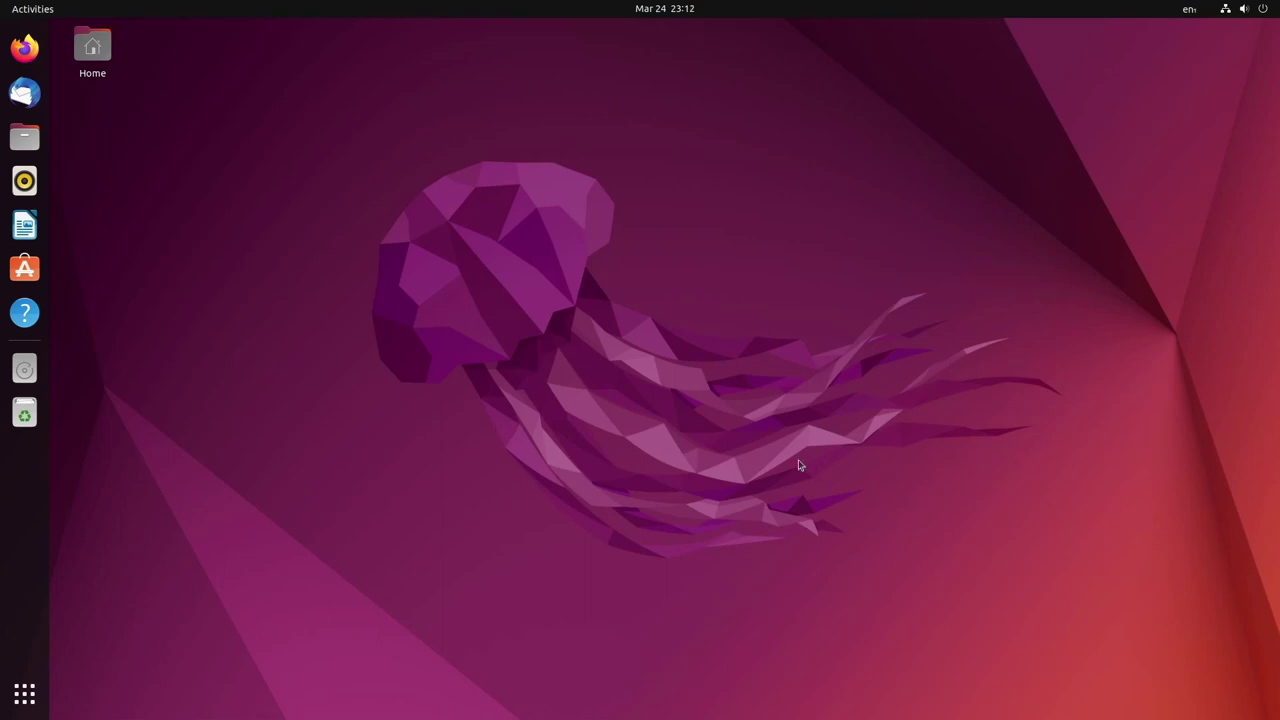
Ubuntu 22.04 (Jammy Jellyfish).

Ubuntu 22.04 LTS (Jammy Jellyfish, en français « méduse chanceuse ») est sortie le 21 avril 2022 et sera supportée pendant cinq ans.
Elle intègre GNOME 42 et introduit quelques nouveautés comme l'intégration de Firefox 93 sous la forme d'un snap plutôt que d'un paquet Deb ou la possibilité de sélectionner une couleur d'accentuation du thème.

### Cycle 10, vers la versionNoble Numbat24.04 LTS

#### Ubuntu 22.10 (Kinetic Kudu)

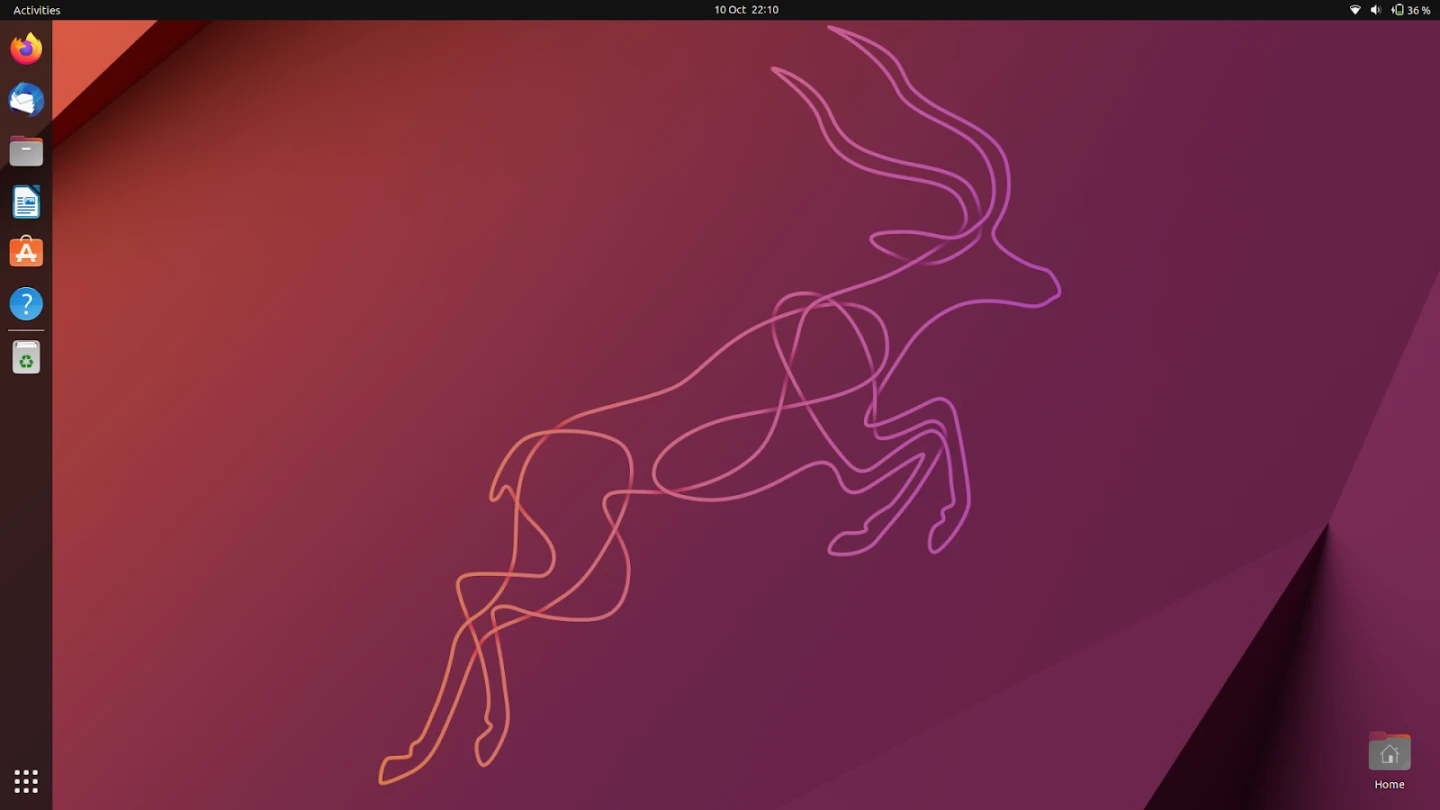
Ubuntu 22.10 (Kinetic Kudu).

Ubuntu 22.10 (Kinetic Kudu, en français « koudou cinétique ») est sortie le 20 octobre 2022 et sera supportée pendant 9 mois.
Elle intègre GNOME 43 et PipeWire par défaut (au lieu de PulseAudio) pour la gestion du son. Le compilateur par défaut est GCC 12 et des améliorations pour la plateforme Raspberry Pi ont été ajoutées.

#### Ubuntu 23.04 (Lunar Lobster)

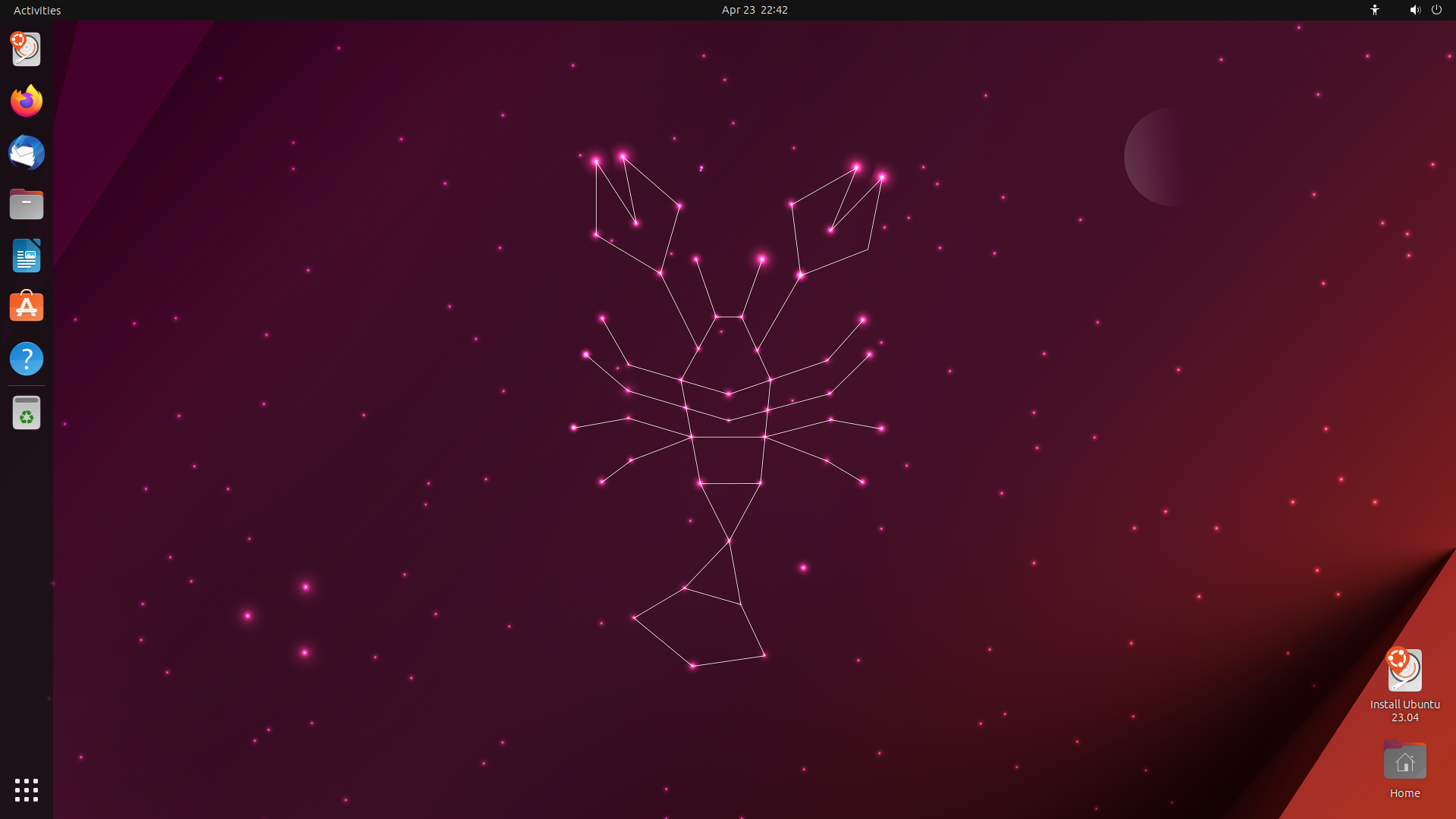
Ubuntu 23.04 (Lunar Lobster).

Ubuntu 23.04 (Lunar Lobster, en français « homard lunaire ») est sortie le 21 avril 2023 et sera supportée pendant 9 mois.
Elle intègre le noyau Linux 6.2 et GNOME 44, et plusieurs composants ont également été mis à jour. Elle disposait aussi d'un nouvel installateur en Flutter dans sa version beta mais qui a été abandonné dans la version finale.

#### Ubuntu 23.10 (Mantic Minotaur)

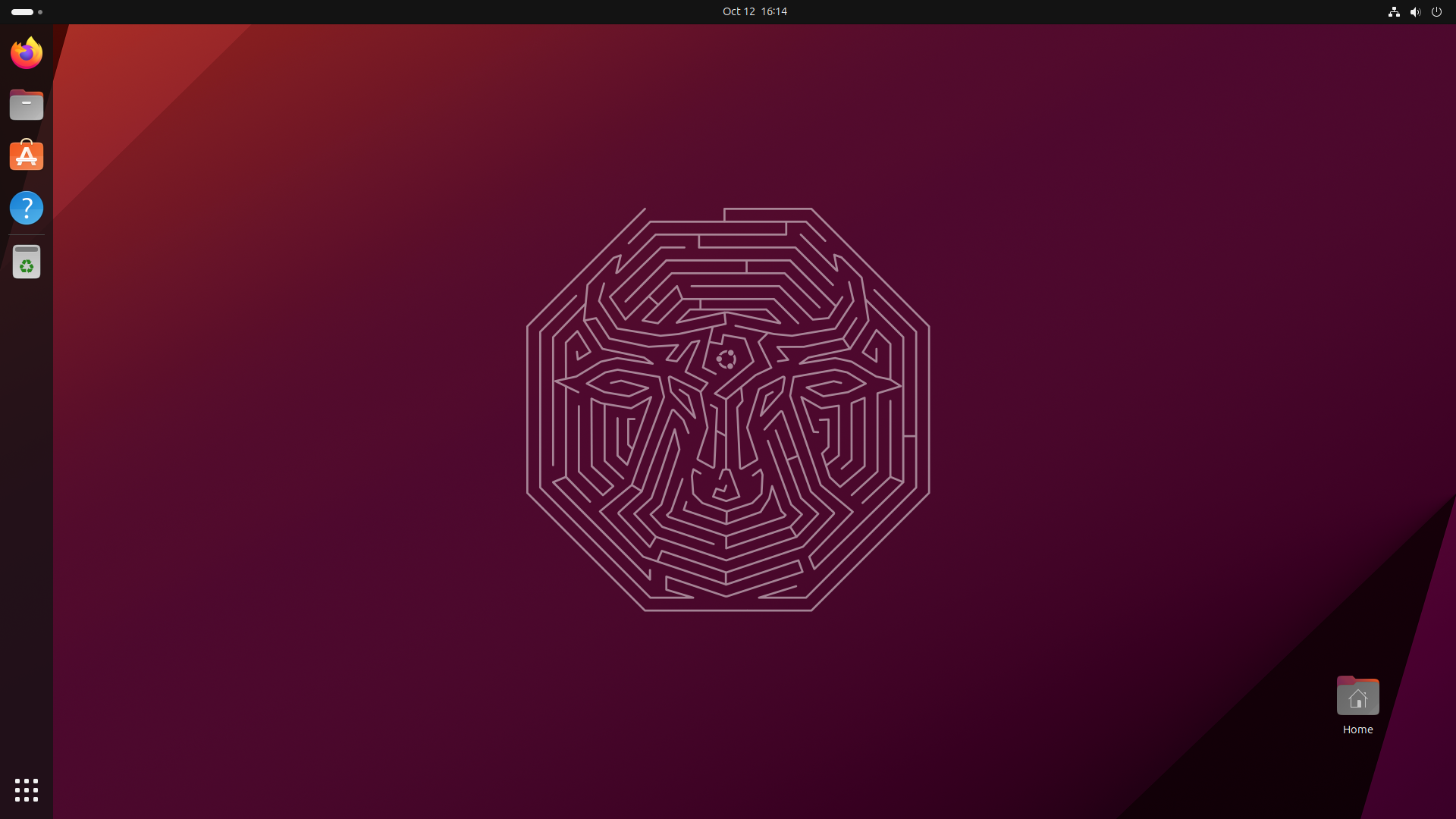
Ubuntu 23.10 (Mantic Minotaur).

Ubuntu 23.10 (Mantic Minotaur, en français « minotaure mantique ») est sortie le 12 octobre 2023 et sera supportée pendant 9 mois.
Elle intègre GNOME 45 et le noyau Linux 6.5, un support expérimental du chiffrement via TPM et un nouveau centre d'applications, et reprend l'installateur en Flutter qui n'avait pas été retenu pour la version précédente. Elle doit aussi supporter officiellement le Raspberry Pi 5.

#### Ubuntu 24.04 LTS (Noble Numbat)

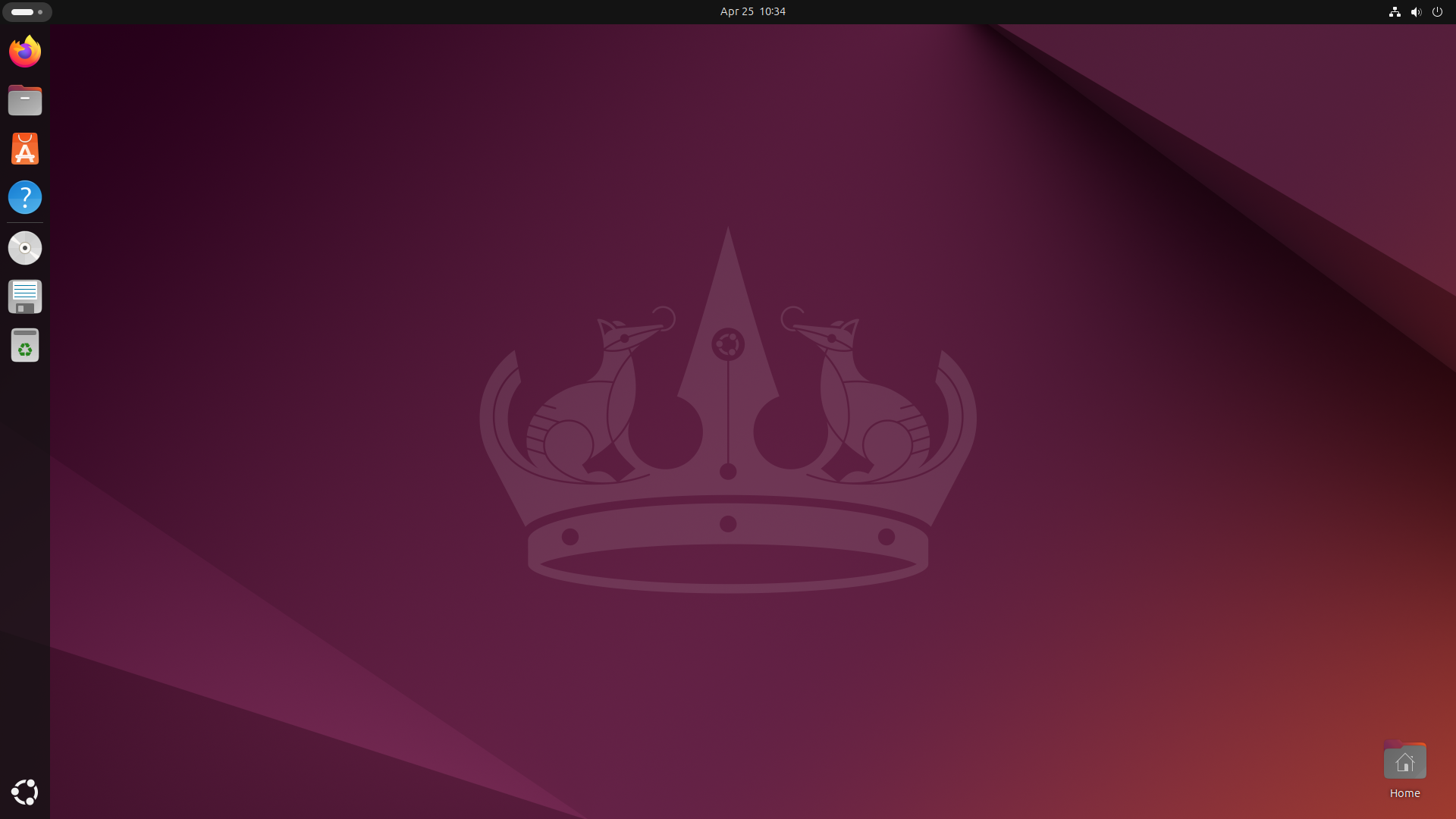
Ubuntu 24.04 (Noble Numbat).

Ubuntu 24.04 (Noble Numbat, en français « numbat noble ») est la version LTS d'Ubuntu sortie le 25 avril 2024,. Elle est supportée pendant 5 ans pour le grand public, et pendant 12 ans pour les personnes disposant d'un abonnement Ubuntu Pro,.
Elle intègre GNOME 46 et le noyau Linux 6.8, avec des améliorations pour le gestionnaire de fichiers Nautilus. Il s'agit d'un système d'exploitation immuable, c'est-à-dire dont une partie des fichiers est strictement en lecture seule et ne peut pas être modifiée, le but étant de le rendre plus stable et moins vulnérable aux attaques. Elle intègre par défaut Netplan 1.0 et comporte plusieurs autres améliorations majeures, notamment sur son installateur qui ajoute des options d'accessibilité et sur sa boutique logicielle. Elle ajoute aussi des outils destinés à mesurer les performances, et permet à titre expérimental le chiffrement intégral du disque dur et l'installation sur des volumes ZFS.
La beta de cette version était initialement prévue pour le 4 avril 2024, mais elle a été repoussée au 11 avril à la suite de la découverte d'une porte dérobée dans la librairie xz.
Environ un mois après sa sortie, cette version a reçu une mise à jour permettant d'activer son noyau temps réel pour les personnes disposant d'un abonnement Ubuntu Pro.

### Cycle 11, vers la version 26.04 LTS

#### Ubuntu 24.10 (Oracular Oriole)

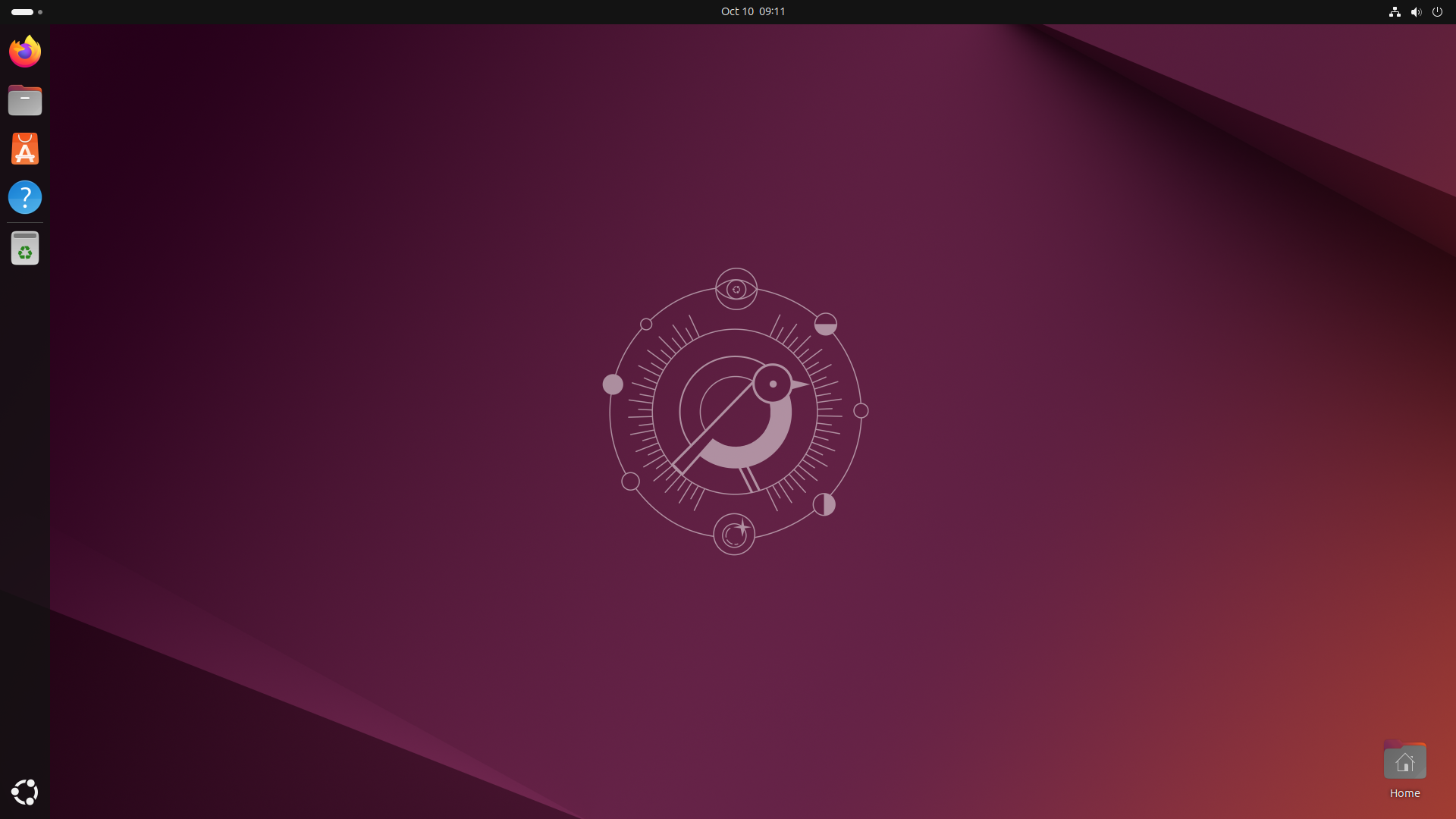
Ubuntu 24.10 (Oracular Oriole).

Ubuntu 24.10 (Oracular Oriole, en français « loriot oraculaire ») est la version d'Ubuntu sortie le 10 octobre 2024. Elle est supportée pendant neuf mois.
Elle intègre GNOME 47 et le noyau Linux 6.11, et continue l'intégration des nouveautés de la version précédente. Le système doit tendre vers le chiffrement intégral du disque dur et l'utilisation de Wayland, qui est activé par défaut sur les GPU de Nvidia. L'installateur est également amélioré et migré, ainsi que l'assistant de bienvenue. Cette version inclut la version 3.0 de APT ainsi que des modifications dans l'affichage, notamment pour améliorer le rendu sur les petits écrans et le matériel ancien.

#### Ubuntu 25.04 (Plucky Puffin)

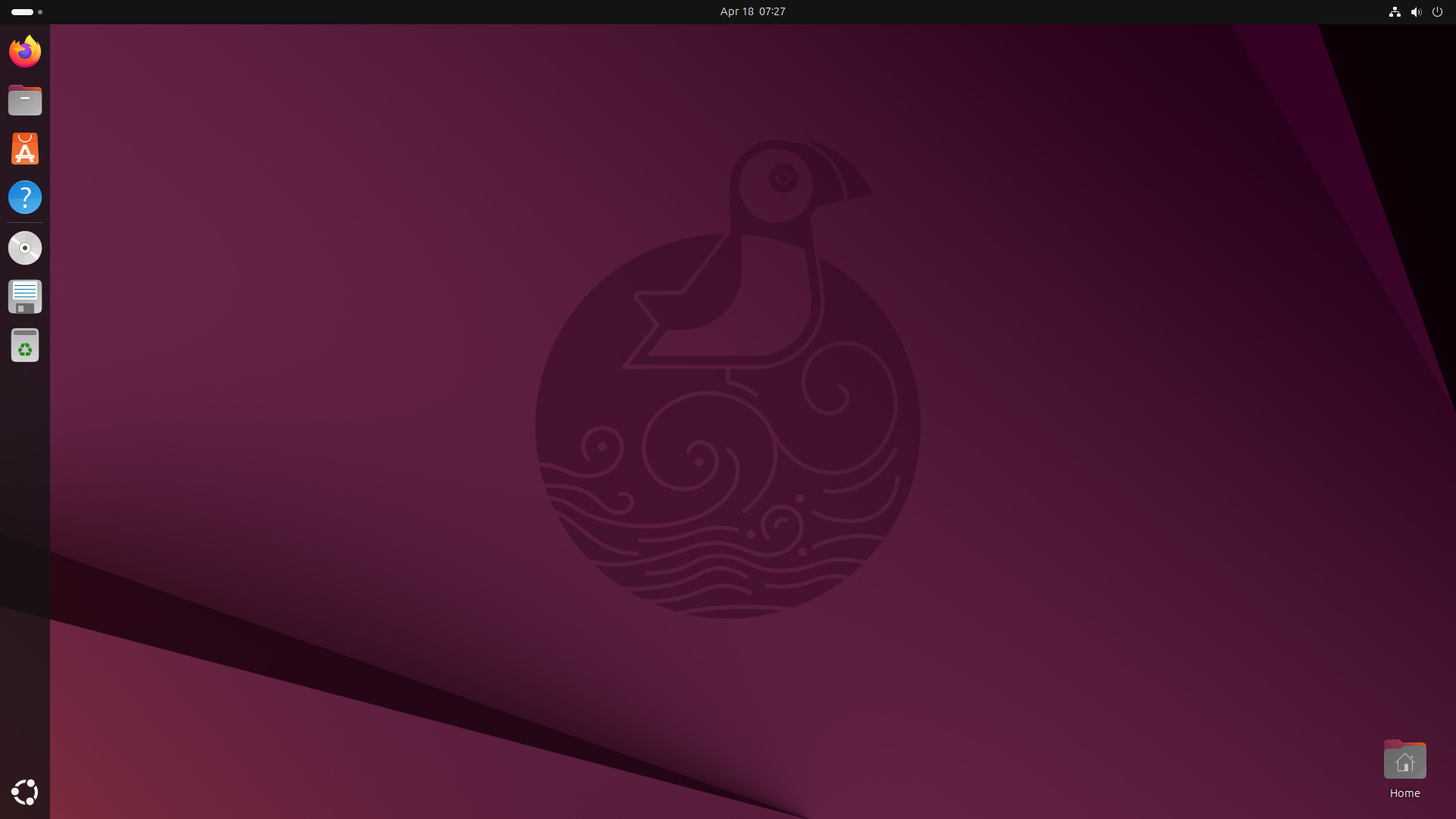
Ubuntu 25.04 (Plucky Puffin).

Ubuntu 25.04 (Plucky Puffin, en français « macareux courageux ») est la version d'Ubuntu sortie le 17 avril 2025,. Elle est supportée pendant neuf mois.
Elle inclut GNOME 48 et le noyau Linux 6.14.

#### Ubuntu 25.10 (Questing Quokka)
Ubuntu 25.10 (Questing Quokka, en français « quokka en quête ») est la version d'Ubuntu prévue pour octobre 2025. Elle sera supportée pendant neuf mois.
Cette version doit intégrer GNOME 49 et le noyau Linux 6.17. Elle supportera aussi le Variable Refresh Rate et le chiffrement intégral du disque, ainsi qu'une session RISC-V complète mais uniquement pour le matériel supportant le profil RVA23, tandis que Ubuntu 24.04 supporte le profil RVA20 plus ancien mais seulement partiellement.